# Liste der denkmalgeschützten Objekte in Wien/Döbling/Nussdorf–Untersievering
Die Liste der denkmalgeschützten Objekte in Wien-Döbling enthält die denkmalgeschützten unbeweglichen Objekte des 19. Wiener Gemeindebezirks Döbling.
Dieser Teil der Liste enthält die 155 Objekte in den Katastralgemeinden Nußdorf, Oberdöbling, Obersievering, Salmannsdorf, Unterdöbling und Untersievering sowie dem in Döbling gelegenen Teil von Pötzleinsdorf. Für die anderen Katastralgemeinden siehe Liste der denkmalgeschützten Objekte in Wien/Döbling/Grinzing–Neustift am Wald.

## Denkmäler
| Foto  |                 | Denkmal | Standort                                                          | Beschreibung | Metadaten |
| ----- | --------------- | --- | ----------------------------------------------------------------- | --- | --- |
| ja    | Datei hochladen | Donaukanalregulierung und -verbauung (samt Brücken, Geländer und sonstigem) HERIS-ID: 111768 Objekt-ID: 129778seit 2012 | bei Bahnhof Nußdorf Standort KG: Nußdorf                          | Der Donaukanal ist der an der Innenstadt vorbeiführende Arm der Donau, die Bezeichnung kam vor 1700 auf. Regulierungsversuche gab es schon in früheren Jahrhunderten, das jetzige Erscheinungsbild geht aber auf die Donauregulierung nach 1867 zurück, als Uferbefestigungen und Brücken gebaut wurden. | BDA-Hist.: Q37826530 Status: Bescheid Stand der BDA-Liste: 2025-06-30 Name: Donaukanalregulierung und -verbauung (samt Brücken, Geländer und sonstigem) GstNr.: 949, 953, 951, 952 Donaukanal                                                                               |
| ja    | Datei hochladen | Straßenbrücke, Josef von Schemerl-Brücke und Wehranlage Nußdorf HERIS-ID: 63050 Objekt-ID: 75657                        | Am Brigittenauer Sporn 7 Standort KG: Nußdorf                     | Die Brücke ist ein Teil der 1894–1898 von Otto Wagner und Siegfried Taussig gebauten Nussdorfer Wehr- und Schleusenanlage. Die Löwenfiguren auf den Brückenpylonen stammen von Rudolf Weyr. Die Brücke überspannt den Donaukanal zwischen den Bezirken Brigittenau und Döbling. | BDA-Hist.: Q64764959 Status: Bescheid Stand der BDA-Liste: 2025-06-30 Name: Straßenbrücke, Josef von Schemerl-Brücke und Wehranlage Nußdorf GstNr.: 953, 952 Nußdorfer Wehr                                                                                                 |
| ja    | Datei hochladen | Ehem. Handschuhfabrik Zacharias HERIS-ID: 45745 Objekt-ID: 47169                                                        | Boschstraße 62 Standort KG: Nußdorf                               | Die ehemalige Fabrik wurde 1886/87 von Gustav Matthies erbaut. Es ist ein langgestreckter Bau mit Mittelrisalit, der durch Backsteinornamente gegliedert ist. | BDA-Hist.: Q38017372 Status: Bescheid Stand der BDA-Liste: 2025-06-30 Name: Ehem. Handschuhfabrik Zacharias GstNr.: 82/17 |
| ja    | Datei hochladen | Altenburger Freihof HERIS-ID: 93301 Objekt-ID: 108317seit 2014                                                          | Freihofgasse 1 Standort KG: Nußdorf                               | Identadressen Heiligenstädter Straße 203-207, Hackhofergasse 14. Das Objekt besteht aus einem Hauptgebäude und einer Gartenfront Richtung Heiligenstädter Straße. Das Hauptgebäude stammt im Kern aus dem 16. Jahrhundert und kam nach mehrmaligem Besitzerwechsel im 18. Jahrhundert an das Stift Altenburg und nach 1800 an die Nußdorfer Bierbrauerei, für die weitläufige Kellergewölbe angelegt wurden. Zur Freihofgasse hin befindet sich die Hauptfront mit der repräsentativen Portalanlage (ein Rundbogenportal mit vorgestellten dorischen Säulen und gequaderten Wandpfeilern), gegen die Hackhofergasse ist das Gebäude unregelmäßig gefenstert und geknickt. Die Fassade zur Heiligenstädter Straße stammt ebenfalls aus der Zeit um 1800 mit zwei zweigeschoßigen Stöckeln mit Rundbogeneinfahrten an der Seite.                                | BDA-Hist.: Q37761907 Status: Bescheid Stand der BDA-Liste: 2025-06-30 Name: Altenburger Freihof GstNr.: 133/1, 132/1, 132/5, 132/2, 132/3, 132/4, 132/6, 132/7, 132/8, 132/9, 132/10 Altenburger Freihof                                                                    |
| ja    | Datei hochladen | Bürgerhaus HERIS-ID: 41425 Objekt-ID: 41909                                                                             | Greinergasse 21 Standort KG: Nußdorf                              | Das Haus stammt im Kern aus dem 17. und wurde in der ersten Hälfte des 18. Jahrhunderts umgebaut. Der flache Mittelrisalit ist mit Ortsteinen gerahmt, die Einfahrt ist stichbogig mit Wappenkartusche. | BDA-Hist.: Q38000476 Status: Bescheid Stand der BDA-Liste: 2025-06-30 Name: Bürgerhaus GstNr.: 232 |
| ja    | Datei hochladen | Ehem. Vicedomische Hofstatt am Steinbühel HERIS-ID: 41426 Objekt-ID: 41910                                              | Greinergasse 23 Standort KG: Nußdorf                              | Das Haus stammt im Kern aus dem 18. Jahrhundert und wurde im dritten Viertel des 19. Jahrhunderts neu fassadiert. Die flachen Seitenrisalite weisen Balusterparapete auf. | BDA-Hist.: Q38000493 Status: Bescheid Stand der BDA-Liste: 2025-06-30 Name: Ehem. Vicedomische Hofstatt am Steinbühel GstNr.: 235/2 Greinergasse 23 (Wien) |
| ja    | Datei hochladen | Nußdorfer Pfarrkirche hl. Apostel Thomas HERIS-ID: 48888 Objekt-ID: 52453                                               | Greinergasse 25 Standort KG: Nußdorf                              | Diese schlichte josephinische Saalkirche wurde 1784–1789 von Josef Gerl erbaut und bildet mit dem Pfarrhof eine bauliche Einheit. Die Fassade ist glatt mit einem leicht vorstehenden Fassadenturm mit Zwiebelhelm. Die Ausstattung ist aus dem frühen 19. Jahrhundert, das Tabernakel stammt von Joseph Kornhäusel. | BDA-Hist.: Q1682619 Status: § 2a Stand der BDA-Liste: 2025-06-30 Name: Nußdorfer Pfarrkirche hl. Apostel Thomas GstNr.: 239 Nussdorfer Pfarrkirche (Wien) |
| ja    | Datei hochladen | Pfarrhof HERIS-ID: 41427 Objekt-ID: 41911                                                                               | Greinergasse 25 Standort KG: Nußdorf                              | Der glatte zweigeschoßige Bau mit Hof wurde 1787 von Josef Gerl ausgebaut. Er hat eine schlichte Fassade mit Steinrahmungen für die Fenster. Im hohen Walmdach befinden sich spätbarocke Rauchfänge. Über der seitlich gelegenen Stichbogeneinfahrt sind Wappenkartuschen des Stiftes Klosterneuburg und von Propst Floridus Leeb angebracht. | BDA-Hist.: Q38000506 Status: § 2a Stand der BDA-Liste: 2025-06-30 Name: Pfarrhof GstNr.: 238/1 Pfarrhof Nussdorf (Döbling) |
| ja    | Datei hochladen | Ehem. Zwettler Freihof mit Türkensalettl HERIS-ID: 41428 Objekt-ID: 41912                                               | Greinergasse 27 Standort KG: Nußdorf                              | Das Gebäude stammt aus dem späteren 17. mit Umbauten im 18. Jahrhundert. Es schließt an die Kirche an und hat zur Straße hin einen ortsteingerahmten Mittelrisaliten mit Stichbogenportal und Vasen auf Konsolen, bekrönt wird es von einem Mansarddach. An die Gartenseite ist ein Salettl mit Türkenstandarte, wahrscheinlich aus dem späten 18. Jahrhundert, angebracht. | BDA-Hist.: Q38000519 Status: Bescheid Stand der BDA-Liste: 2025-06-30 Name: Ehem. Zwettler Freihof mit Türkensalettl GstNr.: 240 Greinergasse 27 (Wien) |
| ja    | Datei hochladen | Bürgerhaus, Sog. Van Swieten-Schlössl HERIS-ID: 41429 Objekt-ID: 41913                                                  | Greinergasse 29 Standort KG: Nußdorf                              | Das Gebäude war ehemals im Besitz des Bürgerspitals. Es ist ein zweigeschoßiges Eckhaus mit abgeschrägter Kante und geschoßweiser Lisenengliederung. Oberhalb des Schulterbogenportals befindet sich eine ovale Oberlichte. | BDA-Hist.: Q38000530 Status: Bescheid Stand der BDA-Liste: 2025-06-30 Name: Bürgerhaus, Sog. Van Swieten-Schlössl GstNr.: 243 Greinergasse 29 (Wien) |
| ja    | Datei hochladen | Ehem. Freihof HERIS-ID: 4730 Objekt-ID: 586                                                                             | Greinergasse 30 Standort KG: Nußdorf                              | Der stattliche traufständige Bau aus dem 17. Jahrhundert weist genutete Pilaster an den Baukanten sowie konsolenartige Bekrönungen und Putzschnittparapete an den Obergeschoßfenstern auf. | BDA-Hist.: Q38049719 Status: Bescheid Stand der BDA-Liste: 2025-06-30 Name: Ehem. Freihof GstNr.: 174/4 Greinergasse 30 (Wien) |
| ja    | Datei hochladen | Ehem. Freihof von Stift Kremsmünster HERIS-ID: 41430 Objekt-ID: 41914                                                   | Greinergasse 39 Standort KG: Nußdorf                              | Das ab 1745 im Besitz des Stiftes Kremsmünster befindliche Gebäude ist ein stattlicher Winzerhof aus dem 16. Jahrhundert mit Ortsteinquaderung und Walmdach. Die breite Einfahrt mit abgefaster Rundbogenrahmung ist von einem tiefen spitzbogigen Gewände umgeben. Die Durchfahrt in den Hof hat ein Tonnen- und ein Kreuzgratgewölbe. | BDA-Hist.: Q38000539 Status: Bescheid Stand der BDA-Liste: 2025-06-30 Name: Ehem. Freihof von Stift Kremsmünster GstNr.: 363/1 Greinergasse 39 (Wien) |
| ja    | Datei hochladen | Bürgerhaus HERIS-ID: 41227 Objekt-ID: 41697                                                                             | Greinergasse 42 Standort KG: Nußdorf                              | Das Haus stammt im Kern aus dem 13. Jahrhundert und wurde später mehrmals erweitert. Es ist aufgrund einer späteren Niveauanhebung eingeschoßig und weist einen spätgotischen Breiterker sowie einen vorkragenden schmalen Erker aus dem späten 15. Jahrhundert auf mit Resten älterer Eckquaderungen. Im Inneren sind eineinhalb Geschoße eines Wohnturms aus dem 13. Jahrhundert erhalten. | BDA-Hist.: Q37998756 Status: Bescheid Stand der BDA-Liste: 2025-06-30 Name: Bürgerhaus GstNr.: 159/1 Greinergasse 42 (Wien) |
| ja    | Datei hochladen | Neudeckerhof (ehem. Neudegger Hof) HERIS-ID: 41435 Objekt-ID: 41919                                                     | Hackhofergasse 1 Standort KG: Nußdorf                             | Der Hof stammt im Kern aus dem 16. Jahrhundert und war im 17. Jahrhundert im Besitz der Dominikaner. Er ist ein zweigeschoßiger giebelständiger Bau mit Schopfwalmdach, südseitig gemalter Sonnenuhr (bezeichnet mit 1577) und einer tonnengewölbten Halle hinter einem Rundbogentor. | BDA-Hist.: Q1979371 Status: Bescheid Stand der BDA-Liste: 2025-06-30 Name: Ehem. Neudegger Hof GstNr.: 373/1 Neudeckerhof |
| ja    | Datei hochladen | Bürgerhaus HERIS-ID: 41436 Objekt-ID: 41920                                                                             | Hackhofergasse 3 Standort KG: Nußdorf                             | Das Haus stammt im Kern wahrscheinlich aus dem 17. Jahrhundert, die Fassade mit allegorischen Reliefs in den Lunetten im Obergeschoß aus dem 18. Jahrhundert. | BDA-Hist.: Q38000581 Status: Bescheid Stand der BDA-Liste: 2025-06-30 Name: Bürgerhaus GstNr.: 374 Hackhofergasse 3 |
| ja    | Datei hochladen | Ehem. Brauhaus Nussdorf HERIS-ID: 41437 Objekt-ID: 41921                                                                | Hackhofergasse 9 - 11A Standort KG: Nußdorf                       | 1690 als Wirtschaftshof des Jesuitenkollegiums errichtet, kam das Gebäude 1819 in den Besitz von Franz Xaver Bosch, der den Jesuitenhof zu einer Brauerei umbaute (Nußdorfer Bierbrauerei). Um 1830 wurde der Betrieb wesentlich vergrößert. In diesem Zuge wurde die Straßenfassade erneuert. Erhalten ist noch die dreigeschoßige Straßenfassade, der Einfahrtsrisalit ist mit Lisenen und Gesimsen gegliedert. Das Stichbogenportal weist eine Keilsteinmaske und reliefierte Hopfenranken auf, in den Lunetten der Erdgeschoßfenster befinden sich Reliefs, die die vier Jahreszeiten und die Bierbrauerei zum Thema haben. | BDA-Hist.: Q125305123 Status: Bescheid Stand der BDA-Liste: 2025-06-30 Name: Ehem. Brauhaus Nußdorf GstNr.: 385/1 Hackhofergasse 9, Vienna |
| ja    | Datei hochladen | Hauerhaus, Außenerscheinung des Straßentraktes HERIS-ID: 41438 Objekt-ID: 41922                                         | Hackhofergasse 10 Standort KG: Nußdorf                            | Das Gebäude stammt im Kern aus dem 17. Jahrhundert. Es hat eine breite Schopfwalmfront und einen Korbbogenkeilstein, der mit 1767 bezeichnet ist. | BDA-Hist.: Q38000601 Status: Bescheid Stand der BDA-Liste: 2025-06-30 Name: Hauerhaus, Außenerscheinung des Straßentraktes GstNr.: 143/1 Hackhofergasse 10 |
| ja    | Datei hochladen | Zwettlerhof HERIS-ID: 41439 Objekt-ID: 41923                                                                            | Hackhofergasse 17 Standort KG: Nußdorf                            | Der Zwettlerhof ist ein ehemaliger Lesehof des Stiftes Zwettl, der 1732 wahrscheinlich von Franz Matthäus Grossmann erbaut wurde. Es ist ein langgestreckter, repräsentativer Bau auf ansteigendem Terrain, der von der Straße etwas zurückgesetzt ist. Die Front ist durch Flachrisalite gegliedert und weist oberhalb des genuteten Sockelgeschoßes Rahmen- und Pilastergliederung auf. Im Sockelgeschoß befindet sich ein ehemaliger Presskeller mit Stichkappentonnengewölbe, in dem sich noch eine originale Presse befindet. Oberhalb davon befinden sich Repräsentationsräume und eine Kapelle. | BDA-Hist.: Q38000612 Status: Bescheid Stand der BDA-Liste: 2025-06-30 Name: Zwettlerhof GstNr.: 403 Zwettlerhof, Döbling |
| ja    | Datei hochladen | Schikaneder-Lehár-Schlösschen HERIS-ID: 41440 Objekt-ID: 41924                                                          | Hackhofergasse 18 Standort KG: Nußdorf                            | Das Gebäude stammt in der heutigen Form aus dem Jahr 1737, hat aber einen älteren Kern. 1803–1812 war es in Besitz von Emanuel Schikaneder, 1932–1944 von Franz Lehár. Die Fassade ist fünfachsig mit Pilastergliederung, ein Fresko im Festsaal zeigt die „Zauberflöte“. | BDA-Hist.: Q1531863 Status: Bescheid Stand der BDA-Liste: 2025-06-30 Name: Schikaneder-Lehár-Schlösschen GstNr.: 127 Lehár-Schikaneder-Schlössl |
| ja    | Datei hochladen | Wohnhausanlage der Gemeinde Wien HERIS-ID: 48891 Objekt-ID: 52456 Wiener Wohnen: 1339                                   | Heiligenstädter Straße 146 Standort KG: Nußdorf                   | Dieser Bau wurde 1925/26 von Alfred Castellitz erbaut. Er ist ein schlichter, blockhafter Baukörper, dessen auffälligstes Merkmal die andere Putzfarbe im Erdgeschoß und im obersten Geschoß ist. | BDA-Hist.: Q38032265 Status: § 2a Stand der BDA-Liste: 2025-06-30 Name: Wohnhausanlage der Gemeinde Wien GstNr.: 82/37 |
| ja    | Datei hochladen | Kunst-am-Bau, Stele „Arbeit“ HERIS-ID: 48889 Objekt-ID: 52454 Wien Kulturgut: 41940                                     | bei Heiligenstädter Straße 163 Standort KG: Nußdorf               | Der Kunststeinreliefpfeiler Arbeit von Ferdinand Opitz stammt aus den Jahren 1951/53. | BDA-Hist.: Q38032256 Status: § 2a Stand der BDA-Liste: 2025-06-30 Name: Kunst-am-Bau, Stele „Arbeit“ GstNr.: 204/7 |
| ja    | Datei hochladen | Bürgerhaus und Hauerhaus HERIS-ID: 41460 Objekt-ID: 41945                                                               | Kahlenberger Straße 1 Standort KG: Nußdorf                        | Das zweigeschoßige, dreiflügelige Bürger- und Hauerhaus an der Ecke zur Greinergasse stand im Besitz mehrerer Klöster bzw. Stifte. Es besitzt einen spätmittelalterlichen Kern aus der ersten Hälfte des 16. Jahrhunderts, einen Flacherker, ein steingerahmtes Korbbogenportal und eine Einfahrt mit Stichkappentonnen aus dem Jahr 1681. Im Inneren finden sich Reste figürlicher Wandmalerei aus der Zeit um 1530. | BDA-Hist.: Q38000814 Status: Bescheid Stand der BDA-Liste: 2025-06-30 Name: Bürgerhaus und Hauerhaus GstNr.: 247 Kahlenberger Straße 1 |
| ja    | Datei hochladen | Hauerhaus HERIS-ID: 41461 Objekt-ID: 41946                                                                              | Kahlenberger Straße 2D Standort KG: Nußdorf                       | Das Eckhaus Kahlenbergerstraße 2d/Greinergasse 37 ist ein Winzerhof aus dem 16. Jahrhundert. | BDA-Hist.: Q38000824 Status: Bescheid Stand der BDA-Liste: 2025-06-30 Name: Hauerhaus GstNr.: 362 Kahlenberger Straße 2d |
| ja    | Datei hochladen | Bürgerhaus HERIS-ID: 41462 Objekt-ID: 41947                                                                             | Kahlenberger Straße 3 Standort KG: Nußdorf                        | Die Fassade des Bürgerhauses stammt aus der Mitte des 19. Jahrhunderts, die Einfahrt mit Längstonnengewölbe mit Stichkappen aus der Zeit um 1600. | BDA-Hist.: Q38000836 Status: Bescheid Stand der BDA-Liste: 2025-06-30 Name: Bürgerhaus GstNr.: 248 Kahlenberger Straße 3 |
| ja    | Datei hochladen | Bürgerhaus, Zum Auge Gottes HERIS-ID: 41463 Objekt-ID: 41948                                                            | Kahlenberger Straße 4 Standort KG: Nußdorf                        | Das Bürgerhaus „Zum Auge Gottes“ war landesfürstlicher Besitz bzw. das Haus des Vizedomamtes. Das zweigeschoßige Gebäude stammt im Kern aus dem 16. Jahrhundert, die barocke Fassade wurde um 1740 gestaltet. Im Giebelfeld des Hauses befindet sich ein Relief des Auge Gottes mit Putten. | BDA-Hist.: Q38000845 Status: Bescheid Stand der BDA-Liste: 2025-06-30 Name: Bürgerhaus, Zum Auge Gottes GstNr.: 361 Kahlenberger Straße 4 |
| ja    | Datei hochladen | Hauerhaus HERIS-ID: 41464 Objekt-ID: 41949                                                                              | Kahlenberger Straße 5 Standort KG: Nußdorf                        | Das Winzerhaus, dessen Kern aus dem Ende des 14. Jahrhunderts stammt, war im Besitz des Bürgerspitals. Das Haus besitzt einen zweiachsigen Erker, eine Dachgaupe und eine Einfahrt mit Stichkappentonnengewölbe aus dem 16. Jahrhundert. | BDA-Hist.: Q38000855 Status: Bescheid Stand der BDA-Liste: 2025-06-30 Name: Hauerhaus GstNr.: 249/1, 249/2 Kahlenberger Straße 5 |
| ja    | Datei hochladen | Hauerhaus HERIS-ID: 41465 Objekt-ID: 41950                                                                              | Kahlenberger Straße 6 Standort KG: Nußdorf                        | Bei dem Haus in der Kahlenberger Straße 6 handelt es sich um ein stark erneuertes Hauerhaus. | BDA-Hist.: Q38000874 Status: Bescheid Stand der BDA-Liste: 2025-06-30 Name: Hauerhaus GstNr.: 359 Kahlenberger Straße 6 |
| ja    | Datei hochladen | Wohnhausanlage der Gemeinde Wien HERIS-ID: 48873 Objekt-ID: 52435 Wiener Wohnen: 1348                                   | Kahlenberger Straße 7, 9 Standort KG: Nußdorf                     | Dieser Gemeindebau nimmt insofern eine Sonderstellung ein, als er die Kombination eines alten Traktes an der Kahlenberger Straße, der um 1760 entstand mit modernen Zubauten ist. Auch die neueren Trakte sind zweigeschoßig mit einfachen Fensterreihen und passen sich an die Umgebung an. Sie wurden 1949–1951 von Rudolf Hofbauer und Elisabeth Hofbauer-Lachner erbaut. | BDA-Hist.: Q38032188 Status: § 2a Stand der BDA-Liste: 2025-06-30 Name: Wohnhausanlage der Gemeinde Wien GstNr.: 252 |
| ja    | Datei hochladen | Hauerhaus HERIS-ID: 41466 Objekt-ID: 41951                                                                              | Kahlenberger Straße 8 Standort KG: Nußdorf                        | Der spätgotische Winzerhof mit schopfwalmgedeckten Fronten stammt im Kern aus dem 14. bis 16. Jahrhundert und diente als Wirtschaftshof des Bürgerspitals. | BDA-Hist.: Q38000884 Status: Bescheid Stand der BDA-Liste: 2025-06-30 Name: Hauerhaus GstNr.: 358 Kahlenberger Straße 8 |
| ja    | Datei hochladen | Hauerhaus, Zum Erzherzog Albrecht HERIS-ID: 41467 Objekt-ID: 41952                                                      | Kahlenberger Straße 10 Standort KG: Nußdorf                       | Das Hauerhaus „Zum Erzherzog Albrecht“ ist ein zweigeschoßiger Winzerhof mit Walmdach, dessen Kern aus dem 16. Jahrhundert stammt. Es besitzt einen Erker auf Kragsteinen mit einem Wappenbild mit der Jahreszahl 1636. In einer Nische findet sich eine Figur des Gnadenstuhls aus dem 17. Jahrhundert. | BDA-Hist.: Q38000895 Status: Bescheid Stand der BDA-Liste: 2025-06-30 Name: Hauerhaus, Zum Erzherzog Albrecht GstNr.: 356/1 Kahlenberger Straße 10 |
| ja    | Datei hochladen | Wegkapelle hl. Johannes Nepomuk HERIS-ID: 99439 Objekt-ID: 115573                                                       | zwischen Kahlenberger Straße 10 und 14 Standort KG: Nußdorf       | Die farbig gefasste Steinfigur des hl. Johannes Nepomuk steht in einer quadratischen Kapelle mit hohen Rundbögen. | BDA-Hist.: Q37774159 Status: § 2a Stand der BDA-Liste: 2025-06-30 Name: Wegkapelle hl. Johannes Nepomuk GstNr.: 355 Johannes-Nepomuk-Kapelle (Kahlenberger Str) |
| ja    | Datei hochladen | Hauerhaus HERIS-ID: 41468 Objekt-ID: 41953                                                                              | Kahlenberger Straße 18 Standort KG: Nußdorf                       | Das Hauerhaus stammt aus dem 17. Jahrhundert, wobei es einen älteren Kern besitzt. Die Hauseinfahrt wurde im 18. Jahrhundert errichtet. | BDA-Hist.: Q38000906 Status: Bescheid Stand der BDA-Liste: 2025-06-30 Name: Hauerhaus GstNr.: 350 Kahlenberger Straße 18 |
| ja    | Datei hochladen | Hauerhaus HERIS-ID: 41469 Objekt-ID: 41954                                                                              | Kahlenberger Straße 20 Standort KG: Nußdorf                       | Das Hauerhaus aus dem 17. Jahrhundert mit Pawlatschen und Außentreppe am Hoftrakt diente im 18. Jahrhundert als Amtssitz des Dorfrichters des Bürgerspitals. | BDA-Hist.: Q38000916 Status: Bescheid Stand der BDA-Liste: 2025-06-30 Name: Hauerhaus GstNr.: 347 Kahlenberger Straße 20 |
| ja    | Datei hochladen | Hauerhaus HERIS-ID: 41470 Objekt-ID: 41955                                                                              | Kahlenberger Straße 22 Standort KG: Nußdorf                       | Der im Kern aus dem 16. bis 17. Jahrhundert stammende Winzerhof besitzt eine Fassade aus der Zeit um 1700, eine Rundbogeneinfahrt, eine Eckquaderung und Putzschnitzparapeten an den Obergeschoßfenstern. Die Einfahrt wurde als Stichkappentonnengewölbe ausgeführt. | BDA-Hist.: Q38000928 Status: Bescheid Stand der BDA-Liste: 2025-06-30 Name: Hauerhaus GstNr.: 346/1 Kahlenberger Straße 22 |
| ja    | Datei hochladen | Bürgerhaus und Hauerhaus HERIS-ID: 41471 Objekt-ID: 41956                                                               | Kahlenberger Straße 24 Standort KG: Nußdorf                       | Der Winzerhof besitzt einen aus dem 17. bis 18. Jahrhundert stammenden Kern. | BDA-Hist.: Q38000937 Status: Bescheid Stand der BDA-Liste: 2025-06-30 Name: Bürgerhaus und Hauerhaus GstNr.: 344/1 Kahlenberger Straße 24 |
| ja    | Datei hochladen | Greinerhaus, Beethoven-Wohnhaus HERIS-ID: 41472 Objekt-ID: 41957                                                        | Kahlenberger Straße 26 Standort KG: Nußdorf                       | Das Greinerhaus ist ein zweigeschoßiges, vierseitiges Landhaus. Errichtet wurde das herrschaftliche Landhaus mit subtilem Rokokoschmuck von 1763 bis 1765 für den Baumwollstofffabrikanten Ignaz Schwab. Später kam es in den Besitz des Nußdorfer Bürgermeisters Greiner. Im Sommer 1817 bewohnte Ludwig van Beethoven eine Wohnung im 1. Stock des Hauses. Zur 40. Gründungsfeier des Männergesangsvereins „Beethoven“ stiftete dieser diesbezüglich eine Gedenktafel, die am 19. Oktober 1913 enthüllt wurde. | BDA-Hist.: Q38000947 Status: Bescheid Stand der BDA-Liste: 2025-06-30 Name: Greinerhaus, Beethoven-Wohnhaus GstNr.: 341, 342, 343/1, 343/6 Kahlenberger Straße 26 |
| ja    | Datei hochladen | Hauerhaus HERIS-ID: 41473 Objekt-ID: 41958                                                                              | Kahlenberger Straße 28 Standort KG: Nußdorf                       | Das Hauerhaus mit Schopfwalmdach besitzt ein mittelalterliches Steingewände und eine Kellereinfahrt mit barocker Rahmung. | BDA-Hist.: Q38000958 Status: Bescheid Stand der BDA-Liste: 2025-06-30 Name: Hauerhaus GstNr.: 339/1 Kahlenberger Straße 28 |
| ja    | Datei hochladen | Hauerhaus, Straßentrakt HERIS-ID: 41474 Objekt-ID: 41959                                                                | Kahlenberger Straße 30 Standort KG: Nußdorf                       | Das Hauerhaus mit Schopfwalmdach wurde stark erneuert und stand einst im Besitz des Dorotheerkloster. | BDA-Hist.: Q38000969 Status: Bescheid Stand der BDA-Liste: 2025-06-30 Name: Hauerhaus, Straßentrakt GstNr.: 336/2 Kahlenberger Straße 30 |
| ja    | Datei hochladen | Bildstock, Grünes Kreuz HERIS-ID: 100252 Objekt-ID: 116472                                                              | bei Kahlenberger Straße 98 Standort KG: Nußdorf                   | Der Bildstock stammt aus dem Jahr 1867 und ersetzte einen älteren aus dem 16. Jahrhundert. Auf einem quadratischen Sockel erhebt sich ein Tabernakel mit Spitzbogennischen, in denen sich Darstellungen von Maria mit Kind und dem hl. Severin befinden. Das gemauerte Dach ist von einem Kreuz mit Kleeblattenden bekrönt. | BDA-Hist.: Q37775683 Status: § 2a Stand der BDA-Liste: 2025-06-30 Name: Bildstock, Grünes Kreuz GstNr.: 926/4 |
| ja    | Datei hochladen | Bildstock, Weißes Kreuz HERIS-ID: 73698 Objekt-ID: 87023                                                                | vor Nußberggasse 36 Standort KG: Nußdorf                          | Der Bildstock stammt aus dem Jahr 1817 und ersetzte laut Inschrift einen aus dem Jahr 1558. Über einem Stufensockel befindet sich ein mit Inschriften versehener Vierkantpfeiler und darüber ein Tabernakelaufsatz mit einem Kreuzigungsrelief auf der Vorderseite. Bekrönt wird der Pfeiler von einem Strahlenkreuz mit Christusmonogramm. | BDA-Hist.: Q38133362 Status: § 2a Stand der BDA-Liste: 2025-06-30 Name: Bildstock, Weißes Kreuz GstNr.: 821/7 |
| ja    | Datei hochladen | Kommunaler Wohnbau mit Kunst-am-Bau, Sonnenuhr HERIS-ID: 68533 Objekt-ID: 81542 Wiener Wohnen: 1381                     | Sickenberggasse 1-5 Standort KG: Nußdorf                          | An diesem 1961–1963 errichteten kommunalen Wohnbau gibt es neben der Sonnenuhr (Terrakottaplastikrelief von Otto Trubel, 1960–1962) die Natursteinplastik Geschwister von Robert Ullmann (1960–1963). | BDA-Hist.: Q38119955 Status: § 2a Stand der BDA-Liste: 2025-06-30 Name: Kommunaler Wohnbau mit Kunst-am-Bau, Sonnenuhr GstNr.: 178 Sickenberggasse 1-5 |
| ja    | Datei hochladen | Gasthaus, ehem. Talstation der Zahnradbahn auf den Kahlenberg HERIS-ID: 48884 Objekt-ID: 52447                          | Zahnradbahnstraße 8 Standort KG: Nußdorf                          | Die ehemalige Talstation der Zahnradbahn auf den Kahlenberg wurde 1873/1874 erbaut. Sie ist ein breitgelagerter strenghistoristischer Bau, der Mittelrisalit ist pilastergegliedert, der Giebel mit einem Relief dekoriert. | BDA-Hist.: Q38032228 Status: Bescheid Stand der BDA-Liste: 2025-06-30 Name: Gasthaus, ehem. Talstation der Zahnradbahn auf den Kahlenberg GstNr.: 379 Zahnradbahnhof Nussdorf                                                                                               |
| ja    | Datei hochladen | Stadtmöblierung, WC-Anlage HERIS-ID: 99190 Objekt-ID: 115281                                                            | bei Zahnradbahnstraße 8 Standort KG: Nußdorf                      | Das Pissoir stammt von der Firma Wilhelm Beetz und wurde 1926 aufgestellt. | BDA-Hist.: Q37773803 Status: § 2a Stand der BDA-Liste: 2025-06-30 Name: Stadtmöblierung, WC-Anlage GstNr.: 378/3 Bedürfnisanstalt (Wien 19, Zahnradbahnstraße, ObjektID: 115281)                                                                                            |
| ja    | Datei hochladen | Julius-Tandler-Heim HERIS-ID: 75129 Objekt-ID: 88604 Wiener Wohnen:                                                     | Billrothstraße 9 Standort KG: Oberdöbling                         | Dieses Gebäude wurde 1927 als Erweiterung des Pestalozzihofes von Ella Briggs gebaut und beherbergt heute ein Obdachlosenheim. Der Bau ist symmetrisch um das zentrale Stiegenhaus angeordnet, das von kastenartigen Erkern flankiert wird. | BDA-Hist.: Q38138253 Status: Bescheid Stand der BDA-Liste: 2025-06-30 Name: Julius-Tandler-Heim GstNr.: 1047/47 Julius-Tandler-Heim |
| ja    | Datei hochladen | Miethaus HERIS-ID: 41403 Objekt-ID: 41887                                                                               | Billrothstraße 68 Standort KG: Oberdöbling                        | Die Häuser Billrothstraße 68–74 bilden einen geschlossenen Verband zweigeschoßiger Häuser aus dem späten 18. Jahrhundert über einer gemauerten, terrassenartig ausgebildeter Subkonstruktion. Teilweise wurden die Fassaden später verändert. | BDA-Hist.: Q38000239 Status: Bescheid Stand der BDA-Liste: 2025-06-30 Name: Miethaus GstNr.: 452/4, 453/1, 453/2 Billrothstraße 68 (Wien) |
| ja    | Datei hochladen | Miethaus HERIS-ID: 41404 Objekt-ID: 41888                                                                               | Billrothstraße 70 Standort KG: Oberdöbling                        | Die Häuser Billrothstraße 68–74 bilden einen geschlossenen Verband zweigeschoßiger Häuser aus dem späten 18. Jahrhundert über einer gemauerten, terrassenartig ausgebildeter Subkonstruktion. Teilweise wurden die Fassaden später verändert. Dieses Haus weist einen Giebel und einen Balkon auf. | BDA-Hist.: Q38000248 Status: Bescheid Stand der BDA-Liste: 2025-06-30 Name: Miethaus GstNr.: 455 Billrothstraße 70 (Wien) |
| ja    | Datei hochladen | Miethaus HERIS-ID: 41405 Objekt-ID: 41889                                                                               | Billrothstraße 72 Standort KG: Oberdöbling                        | Die Häuser Billrothstraße 68–74 bilden einen geschlossenen Verband zweigeschoßiger Häuser aus dem späten 18. Jahrhundert über einer gemauerten, terrassenartig ausgebildeter Subkonstruktion. Teilweise wurden die Fassaden später verändert. Dieses Haus weist einen Giebel und einen Balkon auf. | BDA-Hist.: Q38000256 Status: Bescheid Stand der BDA-Liste: 2025-06-30 Name: Miethaus GstNr.: 443 Billrothstraße 72 (Wien) |
| ja    | Datei hochladen | Miethaus HERIS-ID: 41406 Objekt-ID: 41890                                                                               | Billrothstraße 74 Standort KG: Oberdöbling                        | Die Häuser Billrothstraße 68–74 bilden einen geschlossenen Verband zweigeschoßiger Häuser aus dem späten 18. Jahrhundert über einer gemauerten, terrassenartig ausgebildeter Subkonstruktion. Teilweise wurden die Fassaden später verändert. | BDA-Hist.: Q38000270 Status: Bescheid Stand der BDA-Liste: 2025-06-30 Name: Miethaus GstNr.: 442 Billrothstraße 74 (Wien) |
| ja    | Datei hochladen | Strauß-Lanner-Park, ehem. Döblinger Ortsfriedhof HERIS-ID: 73660 Objekt-ID: 86979                                       | Billrothstraße 88 Standort KG: Oberdöbling                        | Der Strauss-Lanner-Park steht an der Stelle des 1885 aufgelassenen Döblinger Friedhofs. Vor einem Rest der Friedhofsmauer befinden sich die Grabsteine von Johann Strauss Vater und Joseph Lanner. | BDA-Hist.: Q38133234 Status: § 2a Stand der BDA-Liste: 2025-06-30 Name: Strauß-Lanner-Park, ehem. Döblinger Ortsfriedhof GstNr.: 685/1 Strauß-Lanner-Grabmäler |
| ja    | Datei hochladen | Haus Mandl HERIS-ID: 41407 Objekt-ID: 41891                                                                             | Blaasstraße 8 Standort KG: Oberdöbling                            | Diese Villa wurde 1916/17 von Adolf Loos umgebaut und erweitert, allerdings 1982 weitgehend verändert. | BDA-Hist.: Q38000283 Status: Bescheid Stand der BDA-Liste: 2025-06-30 Name: Haus Mandl GstNr.: 870/152 Haus Mandl |
| ja    | Datei hochladen | Ehem. Villa Tugendhat HERIS-ID: 49014 Objekt-ID: 52602                                                                  | Blaasstraße 29 Standort KG: Oberdöbling                           | Die Villa wurde 1924 von Robert Oerley erbaut. Sie ist ein annähernd U-förmiger Block mit polygonalen Ecktürmchen und einer reichen Dachpartie mit Gaupen und Kaminen. Sie weist außerdem Ortsteinrustika und Gitterbalkone auf. | BDA-Hist.: Q38032725 Status: § 2a Stand der BDA-Liste: 2025-06-30 Name: Ehem. Villa Tugendhat GstNr.: 866/11, 866/12 Villa Tugendhat, Vienna |
| ja    | Datei hochladen | Anlage ehem. Haus Bunzl mit befestigten Außenflächen HERIS-ID: 49010 Objekt-ID: 52598seit 2018                          | Chimanistraße 18 Standort KG: Oberdöbling                         | Das Haus wurde 1935 von Josef Frank und Oskar Wlach erbaut. | BDA-Hist.: Q105105666 Status: Bescheid Stand der BDA-Liste: 2025-06-30 Name: Anlage ehem. Haus Bunzl mit befestigten Außenflächen GstNr.: 582/21 |
| ja    | Datei hochladen | Wohnhausanlage der Städtischen Straßenbahnen, jetzt der Gemeinde Wien HERIS-ID: 48932 Objekt-ID: 52505                  | Döblinger Gürtel 9-19, ungerade Nummern Standort KG: Oberdöbling  | Die Wohnhäuser mit sparsamen einheitlichem Reliefdekor wurden um 1912 errichtet. | BDA-Hist.: Q38032435 Status: Bescheid Stand der BDA-Liste: 2025-06-30 Name: Wohnhausanlage der Städtischen Straßenbahnen, jetzt der Gemeinde Wien GstNr.: 170/2 |
| ja    | Datei hochladen | Wohnhausanlage der Gemeinde Wien HERIS-ID: 48937 Objekt-ID: 52511 Wiener Wohnen: 1338                                   | Döblinger Gürtel 10 Standort KG: Oberdöbling                      | Diese Wohnhausanlage wurde 1928/29 von Leo Kammel errichtet. Sie ist in expressionistischen Formen gehalten: halbrund am Gürtel und zur Ecke Glatzgasse hin mit einem überhöhten Eckturm versehen, der mit Spitzerkern und Eckbalkonen gegliedert ist. Dieser Turm ist an seinem Sockel noch mit Atlanten geschmückt. | BDA-Hist.: Q38032470 Status: § 2a Stand der BDA-Liste: 2025-06-30 Name: Wohnhausanlage der Gemeinde Wien GstNr.: 173/5 Döblinger Gürtel 10 |
| ja    | Datei hochladen | Wohnhausanlage der Gemeinde Wien, Professor-Jodl-Hof HERIS-ID: 48933 Objekt-ID: 52507 Wiener Wohnen: 217                | Döblinger Gürtel 21–23 Standort KG: Oberdöbling                   | Diese Wohnhausanlage wurde 1925/26 von Rudolf Frass, Karl Dorfmeister und Rudolf Perco errichtet. Auch sie ist in sehr expressiven Formen gehalten (etwa die kantigen Einbuchtungen an den Turmbauten) und folgt der Krümmung der Gürtelstraße. | BDA-Hist.: Q2111927 Status: § 2a Stand der BDA-Liste: 2025-06-30 Name: Wohnhausanlage der Gemeinde Wien, Professor-Jodl-Hof GstNr.: 170/18 Professor-Jodl-Hof |
| ja    | Datei hochladen | Herrenhaus-Kellerei HERIS-ID: 46450 Objekt-ID: 48493                                                                    | Döblinger Hauptstraße 54 Standort KG: Oberdöbling                 | Das Gebäude wurde Ende des 18. Jahrhunderts errichtet. Es handelt sich um ein klassizistisches Ensemble zweier analog gestalteter kubischer Baukörper mit Walmdächern und einem seichten Mittelrisaliten, der im Obergeschoß durch Lisenen und Rundbogenfenster gegliedert ist und in seinem Giebelfeld ein Relief mit Genien und Füllhörnern aufweist. | BDA-Hist.: Q38021700 Status: Bescheid Stand der BDA-Liste: 2025-06-30 Name: Herrenhaus-Kellerei GstNr.: 157/2, 157/11 Herrenhaus-Kellerei |
| ja    | Datei hochladen | Casino Zögernitz HERIS-ID: 98293 Objekt-ID: 114195                                                                      | Döblinger Hauptstraße 76 Standort KG: Oberdöbling                 | Dieser mehrmals umgebaute Gebäudekomplex stammt aus den Jahren 1835–1837 und wurde unter der Leitung von Benedikt Schegar erbaut. Über einem genuteten Erdgeschoß erhebt sich eine glatte Oberzone mit einem erhöhten Mittelteil unter einem Walmdach. Seitlich gibt es noch Eingangszubauten und Gittereinfriedungen. Im Inneren sind zwei klassizistische Räume erhalten. Eine Gedenktafel erinnert an Konzertaufführungen (Strauss Vater, Strauss Sohn, Lanner). | BDA-Hist.: Q37771813 Status: Bescheid Stand der BDA-Liste: 2025-06-30 Name: Casino Zögernitz GstNr.: 86/6 Casino Zögernitz |
| ja    | Datei hochladen | Wohnhaus HERIS-ID: 41419 Objekt-ID: 41903                                                                               | Döblinger Hauptstraße 82 Standort KG: Oberdöbling                 | Dieses biedermeierliche Vorstadthaus stammt aus der ersten Hälfte des 19. Jahrhunderts, ist im Kern aber vielleicht älter. Es weist einen Mittelbalkon sowie Blendpfeilerarkatur im Erdgeschoß auf. | BDA-Hist.: Q38000423 Status: Bescheid Stand der BDA-Liste: 2025-06-30 Name: Wohnhaus GstNr.: 82 Döblinger Hauptstraße 82 |
| ja    | Datei hochladen | Pfortenhaus des Klosters Maria Regina, straßenseitige Fassaden HERIS-ID: 105732 Objekt-ID: 122761                       | Döblinger Hauptstraße 83 Standort KG: Oberdöbling                 | Das Gebäude stammt im Kern aus dem frühen 19. Jahrhundert, die Fassade vom Ende desselben Jahrhunderts. Es ist ein blockhafter Bau mit neugotische Rahmengliederung. Das mittlere Rundbogenportal mit gotisierender Kielrahmung wird von einer Figurengruppe Hl. Familie bekrönt, die aus der Zeit um 1885 stammt. | BDA-Hist.: Q37806079 Status: § 2a Stand der BDA-Liste: 2025-06-30 Name: Pfortenhaus des Klosters Maria Regina, straßenseitige Fassaden GstNr.: 391/1 |
| ja    | Datei hochladen | Bieder-Hof, Beethoven-/Eroicahaus HERIS-ID: 41420 Objekt-ID: 41904                                                      | Döblinger Hauptstraße 92 Standort KG: Oberdöbling                 | Dieses josephinische Vorstadthaus wurde später leicht verändert. Es weist ein hölzernes Salettl und einen schmiedeeisernen Kandelaber im Hoftrakt auf. | BDA-Hist.: Q38000434 Status: § 2a Stand der BDA-Liste: 2025-06-30 Name: Bieder-Hof, Beethoven-/Eroicahaus GstNr.: 13 Biederhof |
| ja    | Datei hochladen | Villa Wertheimstein, Bezirksmuseum HERIS-ID: 41421 Objekt-ID: 41905                                                     | Döblinger Hauptstraße 96 Standort KG: Oberdöbling                 | In der Villa Wertheimstein ist das Döblinger Bezirksmuseum untergebracht. Es handelt sich um ein großbürgerliches Wiener Landhaus der 1. Hälfte des 19. Jahrhunderts mit zu Straße hin abfallenden Garten. Erbaut wurde es von Alois Pichl für Rudolf von Arthaber erbaut, später ging es an Leopold von Wertheimstein über. Es ist ein kubischer Bau mit Gesimsgliederung mit einem querliegenden, im Kern auf das 17. Jahrhundert zurückgehenden Nebengebäude (dem sog. Nonnenstöckl). Die Räumlichkeiten im Inneren sind teilweise von Carl Roesner entworfen und weisen Gemälde von Moritz von Schwind auf. | BDA-Hist.: Q115619 Status: § 2a Stand der BDA-Liste: 2025-06-30 Name: Villa Wertheimstein, Bezirksmuseum GstNr.: 1/1 Villa Wertheimstein |
| ja    | Datei hochladen | Stadtmöblierung, WC-Anlage HERIS-ID: 98292 Objekt-ID: 114194                                                            | bei Döblinger Hauptstraße 96 Standort KG: Oberdöbling             | Die WC-Anlage wurde 1908 von der Firma Wilhelm Beetz errichtet. | BDA-Hist.: Q37771804 Status: § 2a Stand der BDA-Liste: 2025-06-30 Name: Stadtmöblierung, WC-Anlage GstNr.: 2/1 Bedürfnisanstalt (Wien 19, Wertheimsteinpark, ObjektID: 114194)                                                                                              |
| ja    | Datei hochladen | Kommunaler Wohnbau, Rebec-Hof HERIS-ID: 49004 Objekt-ID: 52592 Wiener Wohnen: 221                                       | Flotowgasse 12 Standort KG: Oberdöbling                           | Dieser Wohnbau wurde 1929 von Rudolf Goebel errichtet. An seinem von Spitzerkern flankierten Mitteltrakt befinden sich trapezförmige Loggien und darüber ein Spitzgiebel. | BDA-Hist.: Q1708522 Status: § 2a Stand der BDA-Liste: 2025-06-30 Name: Wohnhausanlage der Gemeinde Wien, Rebec-Hof GstNr.: 714/12 Rebec-Hof |
| ja    | Datei hochladen | Ehem. Hochschule für Welthandel HERIS-ID: 48939 Objekt-ID: 52513                                                        | Franz-Klein-Gasse 1 Standort KG: Oberdöbling                      | Die ehemalige Wirtschaftsuniversität wurde 1915/16 von Alfred Keller erbaut und sowohl in den 1950er als auch in den 1970er Jahren erweitert. Es handelt sich um einen vielachsigen Eisenbetonständerbau mit repräsentativer Fassade zum Währinger Park hin. Die Vorhalle mit Arkatur ist mit Reliefs versehen, die Allegorien des Handels darstellen. | BDA-Hist.: Q38032486 Status: Bescheid Stand der BDA-Liste: 2025-06-30 Name: Ehem. Hochschule für Welthandel GstNr.: 1047/46; 1822 Döbling Hochschule für Welthandel |
| ja BW | Datei hochladen | Miethaus HERIS-ID: 243412seit 2023                                                                                      | Friedlgasse 59 Standort KG: Oberdöbling                           | Das Haus in neobarocken Formen stammt von Carl Bittmann aus dem Jahr 1903. | BDA-Hist.: Q119231481 Status: Bescheid Stand der BDA-Liste: 2025-06-30 Name: Miethaus GstNr.: 703/8 |
| ja    | Datei hochladen | Denkmal der Gräfin Therese Gatterburg HERIS-ID: 99375 Objekt-ID: 115499                                                 | Gatterburggasse, Höhe 10 und 17 Standort KG: Oberdöbling          | Die klassizistische Metallstatue aus dem Jahr 1849 stammt vom Grabmal der Gräfin Therese Gatterburg. Eine weibliche Gestalt hält ein Buch, die andere Hand weist nach oben. | BDA-Hist.: Q37773996 Status: § 2a Stand der BDA-Liste: 2025-06-30 Name: Denkmal der Gräfin Therese Gatterburg GstNr.: 949/1 Gatterburg-Denkmal |
| ja    | Datei hochladen | Wohnhaus HERIS-ID: 41424 Objekt-ID: 41908                                                                               | Gebhardtgasse 13 Standort KG: Oberdöbling                         | Das Haus wurde 1905 von Ferdinand Fellner III. erbaut und ist in den Formen des westeuropäischen Jugendstils gehalten. Die Fassade ist durch Erker auf knospenartig anschwellenden Konsolen gegliedert, die Attikabalustrade ist über den seitlichen Erkerachsen mit Giebeln durchstoßen. Die Schmiedeeisengitter und teilweise die Glasfenster im Stiegenhaus sind original erhalten. | BDA-Hist.: Q38000466 Status: Bescheid Stand der BDA-Liste: 2025-06-30 Name: Wohnhaus GstNr.: 15/14 Gebhardtgasse 13 (Döbling) |
| ja    | Datei hochladen | Altbau des Bundesgymnasiums HERIS-ID: 49020 Objekt-ID: 52608                                                            | Gymnasiumstraße 83 Standort KG: Oberdöbling                       | Der ärarische Zweckbau aus dem Jahr 1887 ist mit Neorenaissance-Formen gegliedert. | BDA-Hist.: Q15109969 Status: § 2a Stand der BDA-Liste: 2025-06-30 Name: Altbau des Bundesgymnasiums GstNr.: 868/9, 868/10 Bundesgymnasium Döbling |
| ja    | Datei hochladen | Friedhofsgebäude des Döblinger Friedhofs HERIS-ID: 101659 Objekt-ID: 117999                                             | Hartäckerstraße 65 Standort KG: Oberdöbling                       | Der Döblinger Friedhof wurde 1885 eröffnet und um 1900 und um 1905 mehrfach erweitert. Das Eingangsgebäude stammt aus dieser Zeit, die Aufbahrungshalle wurde 1971/72 von Erich Boltenstern umgebaut. | BDA-Hist.: Q114616473 Status: Bescheid Stand der BDA-Liste: 2025-06-30 Name: Friedhofsgebäude des Döblinger Friedhofs GstNr.: 932/1 Buildings of Döblinger Friedhof |
| ja    | Datei hochladen | Café, Pavillon HERIS-ID: 102314 Objekt-ID: 118698                                                                       | Hartäckerstraße 80 Standort KG: Oberdöbling                       | Das Holzsalettl wurde 1932 von Friedrich Pindt erbaut. | BDA-Hist.: Q37790287 Status: § 2a Stand der BDA-Liste: 2025-06-30 Name: Café, Pavillon GstNr.: 930/4 |
| ja    | Datei hochladen | Wohnhausanlage der Gemeinde Wien, Ditteshof HERIS-ID: 48938 Objekt-ID: 52512 Wiener Wohnen: 222                         | Heiligenstädter Straße 11-25, unger. Nr. Standort KG: Oberdöbling | Diese Wohnhausanlage wurde 1928/29 von Arnold Karplus erbaut. Die Anlage gruppiert sich um einen Innenhof, die Baukörper werden gehen immer wieder in wuchtige Turmbauten über, auch ist er mit kubischen Balkon- und Erkergruppen durchsetzt. Ein Relief im Innenhof von Georg Ehrlich erinnert an eine Solidaritätsaktion der Bewohner während der Weltwirtschaftskrise. | BDA-Hist.: Q1230381 Status: § 2a Stand der BDA-Liste: 2025-06-30 Name: Wohnhausanlage der Gemeinde Wien, Ditteshof GstNr.: 170/39, 170/43 Ditteshof |
| ja    | Datei hochladen | Stadtbahn, Teilbereich Oberdöbling HERIS-ID: 100692 Objekt-ID: 116961                                                   | Heiligenstädter Straße 29 Standort KG: Oberdöbling                | Die Stadtbahn wurde ab 1892 im Zuge der Regulierung von Donaukanal und Wienfluss geplant, ästhetischer Beirat war seit 1894 Otto Wagner. Er plante mit seinen Mitarbeitern Unterbau, Hochbauten (Stützmauern, Brücken, Tunnelportale, Viadukte, Stationen) und Details (Geländer, Gitter, Tore, Möbel, Beleuchtungsköper etc.) aller Stadtbahnlinien. Es entstanden nach sechs Jahren Bauzeit etwa vierzig Bahnkilometer mit 36 Stationen im Stil des Späthistorismus mit Jugendstilelementen. Von 1969 bis 1989 wurde das System modernisiert und schrittweise in das U-Bahn-Netz integriert. Hier verläuft die Gürtelstadtbahn als Hochbahn. | BDA-Hist.: Q37785278 Status: Bescheid Stand der BDA-Liste: 2025-06-30 Name: Stadtbahn, Teilbereich Oberdöbling GstNr.: 170/134, 172/9, 170/119, 170/131, 170/74, 172/27, 172/31 Vienna Stadtbahn architecture                                                               |
| ja    | Datei hochladen | Maria Theresien Schlössl, Neurologisches Krankenhaus HERIS-ID: 21974 Objekt-ID: 18300                                   | Hofzeile 18-20 Standort KG: Oberdöbling                           | Dieses villenartige Schlösschen entstand im 2. Drittel des 18. Jahrhunderts durch den Umbau eines älteren Landhauses, vielleicht von Nikolaus Pacassi. 1912–1914 wurde es zu einer Nervenheilanstalt umgebaut. Es ist ein zweigeschoßiger Bau mit seichtem Ehrenhof, das Obergeschoß weist toskanische Pilasterordnung sowie Rahmen- und Plattengliederung auf. Einige Räume im Inneren sind noch original ausgestattet, etwa das sogenannte Spiegelzimmer; die Ausstattung des Festsaals mit Stuckdekor in Bandlwerkformen geht auf die Zeit um 1870 zurück. | BDA-Hist.: Q1801194 Status: Bescheid Stand der BDA-Liste: 2025-06-30 Name: Maria Theresien Schlössl, Neurologisches Krankenhaus GstNr.: 378/2, 379/1, 379/5 Maria-Theresien-Schlössel (Wien Hofzeile)                                                                       |
| ja    | Datei hochladen | Kirche Hl. Familie der Schwestern vom armen Kinde Jesu HERIS-ID: 48908 Objekt-ID: 52476                                 | Hofzeile 22 Standort KG: Oberdöbling                              | Diese späthistoristische Klosterkirche wurde 1885/86 von Friedrich Luckner erbaut. Alle Fassaden sind in schlichten Rahmen-, Lisenen- oder Friesgliederung in romanisierenden Formen ausgeführt. Es handelt sich um eine dreischiffige, zweijochige Basilika mit rechteckigem platzlgewölbtem Chor. Die Ausstattung stammt größtenteils aus der Bauzeit und ist von Josef Kastner. | BDA-Hist.: Q1776328 Status: § 2a Stand der BDA-Liste: 2025-06-30 Name: Kirche Hl. Familie der Schwestern vom Armen Kinde Jesu GstNr.: 397 Kloster der Schwestern vom armen Kinde Jesu (Wien)                                                                                |
| ja    | Datei hochladen | Kapelle hl. Johannes Nepomuk HERIS-ID: 73644 Objekt-ID: 86960                                                           | Hofzeile 24 Standort KG: Oberdöbling                              | Diese ursprünglich freistehende barocke Kapelle schließt nunmehr an zwei Seiten an das Kloster der Schwestern vom armen Kinde Jesu an. Der Fassadenspiegel ist dreiachsig mit toskanischer Pilastergliederung und leicht hervortretender Turmachse, der Turm mit Zwiebelhelm selbst überragt ein umlaufendes Gesims. Über dem Rechteckportal mit segmentbogiger Überdachung befindet sich ein breites Mittelfenster. Über dem Langhaus befindet sich eine flache Pendentifkuppel, daran schließt ein Chorjoch mit Platzlgewölbe an. Die Ausstattung stammt aus dem späten 19. Jahrhundert. | BDA-Hist.: Q64692116 Status: § 2a Stand der BDA-Liste: 2025-06-30 Name: Kapelle hl. Johannes Nepomuk GstNr.: 391/6 Johannes-Nepomuk-Kapelle (Hofzeile) |
| ja    | Datei hochladen | Ehem. Volksheim, NMS In der Krim HERIS-ID: 73625 Objekt-ID: 86937                                                       | Hutweidengasse 24 Standort KG: Oberdöbling                        | Das Volksheim stammt aus dem Jahr 1965 von Gustav Peichl | BDA-Hist.: Q38133158 Status: § 2a Stand der BDA-Liste: 2025-06-30 Name: Ehem. Volksheim, NMS In der Krim GstNr.: 733/1 |
| ja    | Datei hochladen | Volksschule HERIS-ID: 49003 Objekt-ID: 52591                                                                            | In der Krim 6 Standort KG: Oberdöbling                            | Der ärarische Zweckbau mit Putzlisenengliederung auf Sichtziegelfond wurde 1903 erbaut. | BDA-Hist.: Q38032672 Status: § 2a Stand der BDA-Liste: 2025-06-30 Name: Volksschule GstNr.: 733/1 |
| ja    | Datei hochladen | Krimkirche hl. Judas Thaddäus HERIS-ID: 48998 Objekt-ID: 52586                                                          | In der Krim 9 Standort KG: Oberdöbling                            | Dieser Saalbau mit Turmfassade wurde 1931/32 von Clemens Holzmeister erbaut. Die Orientierung war ursprünglich quer zur heutigen Kirche, der heutige Chor und das Westschiff wurden beim Erweiterungsbau 1955–1957 von Anton Steflicek hinzugefügt. Die Fassade ist schlicht mit einfach geschnittenen Rechteckfenstern. Die Ausstattung (mit Ausnahme zweier Skulpturen von Hans Andre aus den 1930ern) stammt aus den 1950er-Jahren, so auch das Altarbild hl. Judas Thaddäus von Hans Wulz an der westlichen Chorwand. | BDA-Hist.: Q1669428 Status: § 2a Stand der BDA-Liste: 2025-06-30 Name: Krimkirche hl. Judas Thaddäus GstNr.: 750/10 Pfarrkirche Krim |
| ja    | Datei hochladen | Döblinger Pfarrkirche hl. Paul und Figurenbildstöcke HERIS-ID: 56737 Objekt-ID: 66296                                   | Kardinal-Innitzer-Platz 1 Standort KG: Oberdöbling                | Diese 1828/29 von Josef Reininger erbaute blockhafte Saalkirche mit Fassadenreiter steht an einer platzartigen Erweiterung der Hofzeile. Die flache Hauptfassade ist durch toskanische Pilaster gegliedert und weist umlaufendes Gebälk sowie einen Dreiecksgiebel auf. Markant ist das große Lunettenfenster oberhalb des Portals. Die Einrichtung stammt aus der Zeit um 1870, das Altarbild Bekehrung des hl. Paulus ist aus dem Jahr 1829 von Josef Schönmann. Die Kirche ist von Figuren des hl. Erasmus (Anfang 18. Jahrhundert) und des hl. Johann Nepomuk (Anfang 19. Jahrhundert) flankiert. | BDA-Hist.: Q1270910 Status: § 2a Stand der BDA-Liste: 2025-06-30 Name: Döblinger Pfarrkirche hl. Paul und Figurenbildstöcke GstNr.: 438/1, 365 Döblinger Pfarrkirche |
| ja    | Datei hochladen | Ehem. Betriebsgebäude Redlich und Berger HERIS-ID: 41475 Objekt-ID: 41960                                               | Kreindlgasse 9 Standort KG: Oberdöbling                           | Das Betriebsgebäude wurde 1876 erbaut und in den 1890ern umgebaut. Es ist ein dreigeschoßiger Backsteinbau mit Eckrisaliten, und Mittelrisaliten an den Seitenfronten. Das Hauptgebäude ist von der Straße zurückversetzt an der sich niedrigere Backstein-Nebengebäude befinden. Die Fassade wird durch Sichtziegelornamentik und reichen Schmiedeeisendekor belebt, es gibt eine verglaste Veranda. | BDA-Hist.: Q38000989 Status: Bescheid Stand der BDA-Liste: 2025-06-30 Name: Ehem. Betriebsgebäude Redlich und Berger GstNr.: 491/3, 491/4, 491/5, 492/1 Betriebsgebäude Redlich und Berger                                                                                  |
| ja    | Datei hochladen | Villa Redlich HERIS-ID: 48914 Objekt-ID: 52485                                                                          | Kreindlgasse 11 Standort KG: Oberdöbling                          | Die Villa wurde 1907 von Joseph Urban erbaut und gilt als bedeutender Bau der Wiener Protomoderne. Zwischen tragende Mauerpfeiler sind kleinteilig versprosste Bay windows eingelassen, die durch metallverkleidete, genietete Parapete zusammengefasst werden. | BDA-Hist.: Q38032369 Status: Bescheid Stand der BDA-Liste: 2025-06-30 Name: Villa Redlich GstNr.: 488/19 Villa Redlich |
| ja    | Datei hochladen | Portraitbüste Robert Micklitz HERIS-ID: 73612 Objekt-ID: 86920                                                          | Linnéplatz Standort KG: Oberdöbling                               | Die Büste des Oberlandforstmeisters Robert Micklitz stammt aus dem Jahr 1908 von Josef Langer. | BDA-Hist.: Q38133129 Status: § 2a Stand der BDA-Liste: 2025-06-30 Name: Portraitbüste Robert Micklitz GstNr.: 905/59 |
| ja    | Datei hochladen | Portraitbüste Joseph Wessely HERIS-ID: 73613 Objekt-ID: 86921                                                           | Linnéplatz Standort KG: Oberdöbling                               | Das Denkmal zu Ehren des Forstakademiedirektors Joseph Wessely mit der Sockelinschrift: Keine Kultur ohne Forst/ Kein Forst ohne Kultur ist ein Werk von Rudolf Weyr und wurde am 16. Mai 1908 enthüllt. Die Büste war ursprünglich ein Bronzeguss, die im Zuge des II. Weltkrieges entfernt wurde. Aus dem erhalten gebliebenen Gipsabguss fertigten die Vereinigten Wiener Metallwerken um 1953 eine Steinguss-Büste und mit dieser wurde dann das Denkmal wieder vervollständigt. | BDA-Hist.: Q27956357 Status: § 2a Stand der BDA-Liste: 2025-06-30 Name: Portraitbüste Joseph Wessely GstNr.: 905/59 |
| ja    | Datei hochladen | Wohnhaus HERIS-ID: 49009 Objekt-ID: 52597                                                                               | Nedergasse 28 Standort KG: Oberdöbling                            | Die Villa wurde 1930 von Wilhelm Ohrenstein erbaut. Sie ist durch eine einspringende Mitte mit großen Bay windows, Altane und Balkone gegliedert, die an den Ecken befinden sich Kantbalkone. | BDA-Hist.: Q38032706 Status: Bescheid Stand der BDA-Liste: 2025-06-30 Name: Wohnhaus GstNr.: 905/23 |
| ja    | Datei hochladen | Bezirksamt, ehem. Villa und Privatheilanstalt HERIS-ID: 41480 Objekt-ID: 41965                                          | Obersteinergasse 18-24 Standort KG: Oberdöbling                   | Die Villa wurde Anfang des 19. Jahrhunderts erbaut, war nach 1831 eine Privatheilanstalt für Geisteskranke und ist seit 1982 Sitz des Bezirksgerichtes Döbling. Die Hauptfassade weist einen flachen fünfachsigen Mittelrisaliten auf, dem ein toskanischer Säulenportikus vorgelagert ist. Der Dekor des Portals an der Schmalseite des Gebäudes ist frühhistoristisch. | BDA-Hist.: Q38001038 Status: Bescheid Stand der BDA-Liste: 2025-06-30 Name: Bezirksamt, ehem. Villa und Privatheilanstalt GstNr.: 606/42 Bezirksgericht Döbling |
| ja    | Datei hochladen | Wohnhausanlage der Gemeinde Wien, Karl-Mark-Hof HERIS-ID: 49006 Objekt-ID: 52594 Wiener Wohnen: 216                     | Obkirchergasse 16 u. a. Standort KG: Oberdöbling                  | Diese Wohnhausanlage wurde 1924/25 von Wilhelm Peterle errichtet. Er besteht aus einem ehrenhofartigen Anlage am Sonnwendplatz mit einer repräsentativen Durchfahrt und einigen freistehenden, villenartigen Objekten. | BDA-Hist.: Q1730091 Status: § 2a Stand der BDA-Liste: 2025-06-30 Name: Wohnhausanlage der Gemeinde Wien, Karl-Mark-Hof GstNr.: 638/1, 638/2 Karl-Mark-Hof |
| ja    | Datei hochladen | Städtischer Kindergarten HERIS-ID: 49005 Objekt-ID: 52593                                                               | Obkirchergasse 8 Standort KG: Oberdöbling                         | Der Kindergarten wurde Anfang des 20. Jahrhunderts erbaut und weist folgende Putzreliefs auf: Kinder vor Wiener Ansichten (Theodor Khuen), Hirte (Franz Barwig der Jüngere, zur Hutweidengasse hin) | BDA-Hist.: Q38032689 Status: § 2a Stand der BDA-Liste: 2025-06-30 Name: Städtischer Kindergarten GstNr.: 617/2 |
| ja    | Datei hochladen | Schule HERIS-ID: 48935 Objekt-ID: 52509                                                                                 | Pantzergasse 25 Standort KG: Oberdöbling                          | Die Schule mit pilastergegliedertem Mittelrisaliten wurde 1885 erbaut. | BDA-Hist.: Q38032452 Status: § 2a Stand der BDA-Liste: 2025-06-30 Name: Schule GstNr.: 1061 |
| ja    | Datei hochladen | Kapelle HERIS-ID: 49019 Objekt-ID: 52607                                                                                | Peter-Jordan-Straße 29 Standort KG: Oberdöbling                   | Die Kapelle von Ottokar Uhl stellt einen Rechteckraum mit Betonbalkendecke dar, der von einem Betonpfeiler zweigeteilt wird. Kruzifix und Pietà sind in bäuerlich-nachmittelalterlichen Formen gehalten. | BDA-Hist.: Q38032736 Status: Bescheid Stand der BDA-Liste: 2025-06-30 Name: Kapelle GstNr.: 867/14 |
| ja    | Datei hochladen | Villa, Residenz der Botschaft der Volksrepublik Bangladesch HERIS-ID: 41481 Objekt-ID: 41966                            | Peter-Jordan-Straße 50 Standort KG: Oberdöbling                   | Die repräsentative Villa in neoklassizistischen Formen wurde 1923/24 erbaut. Der Baukubus mit mittlerer Freitreppe und Terrasse vor dem Eingangsrisaliten hat vor den Seitenachsen im Obergeschoß dorische Tempelfronten, gartenseitig gibt es eine halbrund vorschwingende Terrasse mit Balkon. | BDA-Hist.: Q38001048 Status: Bescheid Stand der BDA-Liste: 2025-06-30 Name: Villa, Residenz der Botschaft der Volksrepublik Bangladesch GstNr.: 866/10 |
| ja    | Datei hochladen | BOKU, Wilhelm-Exner-Haus HERIS-ID: 73525 Objekt-ID: 86823seit 2013                                                      | Peter-Jordan-Straße 82 Standort KG: Oberdöbling                   | Die Gebäude wurden Ende der 1900er Jahre als Krankenhaus für die Wiener Kaufmannschaft nach Plänen des Architekten Ernst Gotthilf von Miskolczy errichtet. 1939 kam es in den Besitz der Stadt Wien, die es später an die deutsche Luftwaffe verpachtete. Nach dem Krieg wurde es zuerst von den Sowjets beschlagnahmt und anschließend von den Amerikanern. Seit 1960 wird es von der Universität für Bodenkultur als Nebenstandort genutzt und in Gedenken an Wilhelm Exner als Wilhelm-Exner-Haus bezeichnet. | BDA-Hist.: Q38132875 Status: Bescheid Stand der BDA-Liste: 2025-06-30 Name: Wilhelm-Exner-Haus und ehem. Verwaltergebäude, jetzt Nebengebäude der Universität für Bodenkultur GstNr.: 929/12 Wilhelm-Exner-Haus                                                             |
| ja    | Datei hochladen | Institutsgebäude BOKU (ehem. Verwaltergebäude Wilhelm-Exner-Haus) HERIS-ID: 73524 Objekt-ID: 86822seit 2016             | Peter-Jordan-Straße 82, Objekt 1 Standort KG: Oberdöbling         | Das Verwalterhaus wurde 1909 von Ernst Gotthilf erbaut. Die kubische Gesamtform wird durch Asymmetrien von Grundriss und Fassadenaufbau durchbrochen, Sichtziegel- und Rieselputzteile wechseln einander ab. Portal- und Fensterformen alternieren zwischen neoromanisch, neobarock und secessionistisch. | BDA-Hist.: Q38132863 Status: Bescheid Stand der BDA-Liste: 2025-06-30 Name: Institutsgebäude BOKU (ehem. Verwaltergebäude Wilhelm-Exner-Haus) GstNr.: 929/3 Verwaltergebäude Wilhelm-Exner-Haus                                                                             |
| ja    | Datei hochladen | Klosehof HERIS-ID: 48940 Objekt-ID: 52514 Wiener Wohnen: 215seit 2012                                                   | Philippovichgasse 1–3 Standort KG: Oberdöbling                    | Dieser Gemeindebau wurde 1924/25 von Josef Hoffmann erbaut. Es ist Hoffmanns erster Gemeindebau in Wien. Er ist ein großer, geschlossener Baublock, der für die Entstehungszeit sehr nüchtern und sachlich wirkt. Anmerkung: Identadressen Fickertgasse 2, Peezgasse 2, Werkmanngasse 2 | BDA-Hist.: Q1329604 Status: Bescheid Stand der BDA-Liste: 2025-06-30 Name: Klosehof GstNr.: 1047/18 Klose-Hof |
| ja    | Datei hochladen | Pestalozzihof HERIS-ID: 48941 Objekt-ID: 52515 Wiener Wohnen: 218                                                       | Philippovichgasse 2-4 Standort KG: Oberdöbling                    | Diese Wohnhausanlage wurde 1925/26 von Ella Briggs errichtet. Der Bau besteht aus kubischen Formen und ist im Mittelteil ehrenhofartig zurückgesetzt, wobei noch ein niedriger Bau (der Kindergarten) vorgeblendet ist. In diesem Ehrenhof befindet sich eine Pestalozzi-Statue von Max Krejca. Auch die Eckfront zur Billrothstraße ist markant. | BDA-Hist.: Q2073021 Status: Bescheid Stand der BDA-Liste: 2025-06-30 Name: Pestalozzihof GstNr.: 1047/6 Pestalozzi-Hof |
| ja    | Datei hochladen | Kommunaler Wohnbau, Ella-Briggs-Hof HERIS-ID: 98212 Objekt-ID: 114109 Wiener Wohnen: 1342                               | Philippovichgasse 6-10 Standort KG: Oberdöbling                   | Diese Wohnhausanlage wurde 1938–1940 von Hans Stöhr erbaut, die Planungen gehen aber auf die Zeit vor 1938 zurück, was sie zu einem Sonderfall macht. Die lang gestreckte, mehrfach abgestufte Hauptfront nimmt den gesamten Block in der Philippovichgasse ein, an den Ecken ist der Bau leicht zurückgesetzt. Gliederungselemente sind horizontale Balkone und das keramikverkleidete Eingangsportal. | BDA-Hist.: Q37771622 Status: § 2a Stand der BDA-Liste: 2025-06-30 Name: Wohnhausanlage der Gemeinde Wien GstNr.: 1047/5 Ella-Briggs-Hof |
| ja    | Datei hochladen | Lichtsäule HERIS-ID: 104839 Objekt-ID: 121722                                                                           | bei Pokornygasse 31 Standort KG: Oberdöbling                      | Die Lichtsäule stammt aus dem 19. Jahrhundert. Auf einem hohen abgefasten Schaft sind zwei Gesimse oberhalb derer sich ein stark verziertes hölzernes Lichthaus mit verglasten Rundbogenöffnungen, einem spitzen Schindeldach und einer Giebelverzierung befindet. Am Schaft ist die Hausnummer Pokornygasse 31 angebracht. | BDA-Hist.: Q37802040 Status: § 2a Stand der BDA-Liste: 2025-06-30 Name: Lichtsäule GstNr.: 940 |
| ja    | Datei hochladen | Schule HERIS-ID: 48916 Objekt-ID: 52487                                                                                 | Pyrkergasse 14, 16 Standort KG: Oberdöbling                       | Der langgestreckte ärarische Zweckbau mit Risalitgliederung und flachem secessionistischem Dekor wurde 1908 errichtet. Zur Kreindlgasse hin befindet sich das Relief Vindobona lehrt Kinder von Paul Paintl und Franz Abel. | BDA-Hist.: Q38032380 Status: § 2a Stand der BDA-Liste: 2025-06-30 Name: Schule GstNr.: 467 Kooperative Mittelschule Pyrkergasse |
| ja    | Datei hochladen | Kunst-am-Bau, Figuren und Brunnen (Kopenhagen-Hof) HERIS-ID: 48929 Objekt-ID: 52502                                     | Schegargasse 13–15 Standort KG: Oberdöbling                       | In dieser 1956–1958 errichteten kommunalen Wohnbauanlage gibt es die folgenden Kunstobjekte: Spielende Bären (Natursteinplastik, Josef Bock, 1956/59), Sonnenuhr (Helene Hädelmayr, 1957/58), Vogeltränke (Alfred Hrdlicka), Vogelflug (Brunnen mit Mosaik, Herbert Schwarz, 1956/59), Familienleben (Keramisches Relief um einen Eingang, Adele Stadler, 1956/58), Hausmusik (Natursteinrelief, Franz Luby, 1956/58), Ruhende Frau (Plastik, Alfons Riedel, 1956/58), Zwei spielende Knaben (Bronzeplastik, Rudolf Schmidt, 1956/59), Vogeltränke (Jakob Laub, 1956/59). | BDA-Hist.: Q1499626 Status: § 2a Stand der BDA-Liste: 2025-06-30 Name: Kunst am Bau, Figuren und Brunnen GstNr.: 518/3 Kunst am Bau im Kopenhagen-Hof |
| ja    | Datei hochladen | Wohnhausanlage der Gemeinde Wien HERIS-ID: 48930 Objekt-ID: 52503 Wiener Wohnen: 1337                                   | Schegargasse 17, 19 Standort KG: Oberdöbling                      | Diese Wohnhausanlage wurde 1923/24 von Friedrich Jäckel errichtet. Es ist eine relativ schlichte Anlage mit Straßenhof. | BDA-Hist.: Q38032425 Status: § 2a Stand der BDA-Liste: 2025-06-30 Name: Wohnhausanlage der Gemeinde Wien GstNr.: 195/1 Wohnhausanlage Schegargasse 17-19 |
| ja    | Datei hochladen | Jüdischer Friedhof mit Zeremonienhalle und Totengräberhaus HERIS-ID: 48800 Objekt-ID: 52352                             | Schrottenbachgasse 3 Standort KG: Oberdöbling                     | Der Friedhof wurde 1784 angelegt, im 19. Jahrhundert mehrfach erweitert, 1884 letztmals belegt und 1942 zum Teil zerstört. Er erhält zahlreiche klassizistische und historistische Grabsteine, teilweise auch von berühmten Rabbinern und anderen bedeutenden Persönlichkeiten. Das Totengräberhaus (Taharahaus) ist ein symmetrischer zweigeschoßiger Bau mit eingeschoßigen Flügeln aus dem Ende des 18. Jahrhunderts. Die Zeremonienhalle ist eine hohe kubische Torhalle mit Lünettenfenstern. Anmerkung: Die Zeremonienhalle (Semperstraße 64) liegt bereits in Währing. | BDA-Hist.: Q872769 Status: § 2a Stand der BDA-Liste: 2025-06-30 Name: Jüdischer Friedhof mit Zeremonienhalle und Totengräberhaus GstNr.: 1120/3, 1120/1 Israelitischer Friedhof Währing                                                                                     |
| ja    | Datei hochladen | Doppelmietshaus HERIS-ID: 25054 Objekt-ID: 21469                                                                        | Vegagasse 17, 19 Standort KG: Oberdöbling                         | Das Haus wurde 1906 von Robert Oerley erbaut. Der kubische Baukörper ist durch spitz hervortretende Eckteile und eine weit hervortretende Traufe akzentuiert, die Fassadengliederung erfolgt durch ein Raster an braun glasierten Majolikaplatten. | BDA-Hist.: Q37889819 Status: Bescheid Stand der BDA-Liste: 2025-06-30 Name: Doppelmietshaus GstNr.: 543/5, 543/6, 543/4, 543/7 Vegagasse 17-19 |
| ja    | Datei hochladen | Pfarrhof HERIS-ID: 48911 Objekt-ID: 52481                                                                               | Vormosergasse 7 Standort KG: Oberdöbling                          | Der Pfarrhof wurde 1786 erbaut und 1883 aufgestockt sowie neu fassadiert. Es ist ein schlichter Bau mit verbreiterten Eckachsen und genutetem Erdgeschoß. | BDA-Hist.: Q38032354 Status: § 2a Stand der BDA-Liste: 2025-06-30 Name: Pfarrhof GstNr.: 439 Pfarrhof Döblinger Pfarrkirche |
| ja    | Datei hochladen | Haus Duschnitz HERIS-ID: 73619seit 2022                                                                                 | Weimarer Straße 87 Standort KG: Oberdöbling                       | Das 1904 errichtete Haus wurde 1915/16 von Adolf Loos umgestaltet, sodass einerseits der Charakter der Villa gewahrt bleiben, andererseits die Erweiterungsbauten klar unterscheidbar sein sollten. | BDA-Hist.: Q112883148 Status: Bescheid Stand der BDA-Liste: 2025-06-30 Name: Haus Duschnitz GstNr.: 867/53 Haus Duschnitz, Vienna |
| ja    | Datei hochladen | Miethaus HERIS-ID: 41503 Objekt-ID: 41990                                                                               | Weimarer Straße 98 Standort KG: Oberdöbling                       | Das Haus wurde 1904/05 von Robert Oerley erbaut. Es ist ein schlicht gegliedertes Miethaus, dessen zweigeschoßige runde Eckteile sich mit ihrer weit vorkragenden Traufe über die ganze Front ziehen. Die Fensterlaibungen sind sparsam secessionistisch dekoriert. Das Majolikarelief Familie als Portalrahmung stammt von Richard Tautenhayn. | BDA-Hist.: Q38001311 Status: Bescheid Stand der BDA-Liste: 2025-06-30 Name: Miethaus GstNr.: 542/6 Weimarer Straße 98 (Döbling) |
| ja    | Datei hochladen | Haus Scholl HERIS-ID: 73526seit 2022                                                                                    | Wilbrandtgasse 3 Standort KG: Oberdöbling                         | Haus Scholl ist eines von zwei ausgeführten Häusern (das andere ist auf Nr. 11), die nach einer Planung von Josef Frank gemeinsam mit Oskar Strnad und Oskar Wlach 1913–1915 erbaut wurde. Es ist eine frühe Variante des auf kubische Formen reduzierten Haustyps und damit ein Schlüsselwerk der Wiener Modene. | BDA-Hist.: Q112875432 Status: Bescheid Stand der BDA-Liste: 2025-06-30 Name: Haus Scholl GstNr.: 1317, 1318 |
| ja    | Datei hochladen | Eisenbahnstrecke, Wiener Vorortelinie – Teilbereich Oberdöbling HERIS-ID: 62018 Objekt-ID: 74523                        | Standort KG: Oberdöbling                                          | Die Vorortelinie wurde 1898 eröffnet und war ursprünglich ein Teil der Wiener Stadtbahn. So wie diese wurde sie nach Plänen von Otto Wagner gebaut. Nach dem Ersten Weltkrieg wurde sie jedoch nicht als Teil der Wiener Elektrischen Stadtbahn in Betrieb genommen, sondern hauptsächlich für den Güterverkehr genutzt. Erst 1987 wurde sie als S-Bahn-Linie wieder ein Teil des öffentlichen Nahverkehrs. Dabei konnten nur drei der ursprünglichen Stationen wieder genutzt werden. Die Vorortelinie ist hier hauptsächlich als Tunnel- oder Einschnittbahn ausgeführt. | BDA-Hist.: Q38098504 Status: Bescheid Stand der BDA-Liste: 2025-06-30 Name: Eisenbahnstrecke, Wiener Vorortelinie – Teilbereich Oberdöbling GstNr.: 619/3, 619/5, 619/6, 619/7, 619/8, 619/9, 619/10, 650/7, 655, 688/1, 833/3, 833/94, 833/95, 833/96, 1102/5 Vorortelinie |
| ja    | Datei hochladen | Hauerhaus mit ehem. Presshaus HERIS-ID: 41401 Objekt-ID: 41884                                                          | Agnesgasse 1 Standort KG: Obersievering                           | Der ehemalige Wirtschaftshof der Camaldulenser vom Kahlenberg stammt im Kern aus dem 16. Jahrhundert und wurde nach 1683 umgebaut. Es ist ein zweigeschoßiger Bau mit Walmdach und überbauter Einfahrt mit Platzlgewölben aus dem 18. Jahrhundert | BDA-Hist.: Q38000223 Status: Bescheid Stand der BDA-Liste: 2025-06-30 Name: Hauerhaus mit ehem. Presshaus GstNr.: 95, 96 Agnesgasse 1 (Wien) |
| ja    | Datei hochladen | Bildstock, Reißerkreuz/Reiserkreuz HERIS-ID: 99135 Objekt-ID: 115178                                                    | bei Agnesgasse 15 Standort KG: Obersievering                      | Das Reisserkreuz wurde in den 1920er Jahren an der Stelle eines Pestkreuzes von 1697 errichtet. Bei dem neuaufgestellten Kreuz handelt es sich um einen Tabernakelpfeiler. | BDA-Hist.: Q37773615 Status: § 2a Stand der BDA-Liste: 2025-06-30 Name: Bildstock, Reißerkreuz/Reiserkreuz GstNr.: 358/7 Reisserkreuz Döbling |
| ja    | Datei hochladen | Grotte HERIS-ID: 41609 Objekt-ID: 42135                                                                                 | Am Himmel Standort KG: Obersievering                              | | BDA-Hist.: Q38001791 Status: Bescheid Stand der BDA-Liste: 2025-06-30 Name: Grotte GstNr.: 262/2 Grotte (Am Himmel) |
| ja    | Datei hochladen | Kapelle, hl. Elisabeth Am Himmel, Sisikapelle HERIS-ID: 26523 Objekt-ID: 23002                                          | bei Am Himmel 115 Standort KG: Obersievering                      | Die Kapelle wurde anlässlich der Vermählung des Kaiserpaares 1854–1856 von Johann Garben in unmittelbarer Nähe des nicht mehr bestehenden Schlosses des Freiherrn von Sothen errichtet. Sie ist ein frühes Beispiel eines Sakralbaus im Stil des romantischen Historismus. Südlich öffnet sich die Kapelle in eine Vorhalle mit drei Spitzbögen, die Kapelle selbst hat einen 5/8-Schluss. Die Fassade ist von kleinteiliger und elaborierter Ornamentik bestimmt und von Taberrnakeltürmchen und Wimpergen bekrönt. | BDA-Hist.: Q877298 Status: Bescheid Stand der BDA-Liste: 2025-06-30 Name: Kapelle, hl. Elisabeth Am Himmel, Sisikapelle GstNr.: 262/10 Sisi-Kapelle |
| ja    | Datei hochladen | Pfarrhof HERIS-ID: 48980 Objekt-ID: 52562                                                                               | Fröschelgasse 22 Standort KG: Obersievering                       | Der Pfarrhof der Sieveringer Pfarrkirche wurde 1893/94 von Martin Schömer erbaut. Der Bau weist ein Walmdach auf, die Fassade ist additiv gegliedert. | BDA-Hist.: Q38032606 Status: § 2a Stand der BDA-Liste: 2025-06-30 Name: Pfarrhof GstNr.: 125 Pfarrhof Sievering |
| ja    | Datei hochladen | Wasserbehälter Hackenberg samt Einlaufbauwerk HERIS-ID: 16530 Objekt-ID: 12795                                          | Hackenbergweg 60 Standort KG: Obersievering                       | Der Wasserbehälter der II. Wiener Hochquellenwasserleitung wurde 1908–1910 erbaut und ist ein außergewöhnliches Beispiel für die Übertragung von Formen der Repräsentationsarchitektur auf einen Nutzbau. Der Arkadenbau aus Granitquadern weist neoromanische und secessionistische Formen auf. Im Erdgeschoß gibt es drei segmentbogige Zugänge, am mittleren Giebelaufsatz sind Bronzereliefs von Drachen angebracht. Mittig am Obergeschoß befindet sich ein vierseitiges Belvedere mit abgeschrägten Ecken und Flachkuppel, segmentbogigen Öffnungen und Mittelpfosten. Die Aussichtsterrasse ist von einer Pergola mit Steinpfeilern begrenzt. Dem Bau ist eine monumentale Freitreppe mit Zierbassin vorgelagert. | BDA-Hist.: Q1658531 Status: Bescheid Stand der BDA-Liste: 2025-06-30 Name: Wasserbehälter Hackenberg samt Einlaufbauwerk GstNr.: 484, 485, 486 Wasserbehälter Hackenberg |
| ja    | Datei hochladen | Höhenstraße HERIS-ID: 87183 Objekt-ID: 101571seit 2020                                                                  | Höhenstraße Standort KG: Obersievering                            | Die Höhenstraße ist eine Aussichtsstraße zwischen Neuwaldegg und dem Kahlenberg. Sie wurde 1934/35 unter der Leitung von Erich Franz Leischner erbaut. Sie gilt als eines der Prestigeprojekte der damaligen Zeit und hatte nicht zuletzt den Zweck der Arbeitsbeschaffung in den Krisenjahren. | BDA-Hist.: Q105131770 Status: Bescheid Stand der BDA-Liste: 2025-06-30 Name: Höhenstraße GstNr.: 279/1, 271/1, 271/24 Höhenstraße, Vienna |
| ja    | Datei hochladen | Glanzinger Pfarrkirche Verkündigung des Herren und Pfarrzentrum HERIS-ID: 49026 Objekt-ID: 52615                        | Krottenbachstraße 120 Standort KG: Obersievering                  | Die Pfarrkirche Mariä Verkündigung wurde 1968–1970 von Josef Lackner erbaut. Sie ist ein Sichtbetonbau mit Stahlbetondecke und Presskiesdach. Der Außeneindruck ist durch die Dachkonstruktion bestimmt, sie ist in einen Vorraum und einen achteckigen Hauptraum gegliedert. | BDA-Hist.: Q1529247 Status: § 2a Stand der BDA-Liste: 2025-06-30 Name: Glanzinger Pfarrkirche Verkündigung des Herren und Pfarrzentrum GstNr.: 580/1 Glanzinger Pfarrkirche                                                                                                 |
| ja    | Datei hochladen | Ehem. Haus Paitl HERIS-ID: 111245 Objekt-ID: 129037                                                                     | Krottenbachstraße 190 Standort KG: Obersievering                  | Der Bau stammt von Franz Paitl aus dem Jahr 1929, der Pfeilerzaun ist original erhalten. | BDA-Hist.: Q37822865 Status: Bescheid Stand der BDA-Liste: 2025-06-30 Name: Ehem. Haus Paitl GstNr.: 396/4 Haus Paitl |
| ja    | Datei hochladen | Ehem. Springer-Mühle HERIS-ID: 43584 Objekt-ID: 44207                                                                   | Sieveringer Straße 164 Standort KG: Obersievering                 | Die ehemalige Springermühle gehört zu einem Verband eingeschoßiger Winzerhäuser, die im Kern aus dem 17. bis 18. Jahrhundert stammen. Die Springermühle selbst besitzt einen Rückentrakt mit Schopfwalmdach. | BDA-Hist.: Q38004055 Status: Bescheid Stand der BDA-Liste: 2025-06-30 Name: Ehem. Springer-Mühle GstNr.: 76/2 Springer-Mühle (Döbling) |
| ja    | Datei hochladen | Ehem. Wirtschaftshof der Camaldulenser HERIS-ID: 41491 Objekt-ID: 41976                                                 | Sieveringer Straße 170 Standort KG: Obersievering                 | Der Wirtschaftshof der Camaldulenser vom Kahlenberg ist ein stattlicher Doppelhakenhof mit einem Kern aus dem 16. Jahrhundert. Der Wirtschaftshof besteht aus einem Wirtschaftskeller mit aufgestocktem Zwerchbau, einem straßenseitigen, stockhohem Giebelhaus mit Weinkeller und einem barocken Torbau mit dem Wappen der Camaldulenser. | BDA-Hist.: Q38001155 Status: Bescheid Stand der BDA-Liste: 2025-06-30 Name: Ehem. Wirtschaftshof der Camaldulenser GstNr.: 71/1 Sieveringer Straße 170 |
| ja    | Datei hochladen | Hauerhaus HERIS-ID: 41492 Objekt-ID: 41977                                                                              | Sieveringer Straße 172 Standort KG: Obersievering                 | Das Hauerhaus gehört zu einem Verband eingeschoßiger Winzerhäuser, die im Kern aus dem 17. bis 18. Jahrhundert stammen. Bei dem Hauerhaus selbst handelt es sich um einen Doppelhof mit Giebelfronten. | BDA-Hist.: Q38001166 Status: Bescheid Stand der BDA-Liste: 2025-06-30 Name: Hauerhaus GstNr.: 64 Sieveringer Straße 172 |
| ja    | Datei hochladen | Villa HERIS-ID: 41493 Objekt-ID: 41978                                                                                  | Sieveringer Straße 199, 201 Standort KG: Obersievering            | Die Villa in Obersievering stammt im Kern aus den 1870er Jahren und wurde 1903 durch den Architekten Gustav von Neumann aufgestockt. Die neobarocke Villa besitzt einen markanten Mittelbalkon auf Doppelsäulen, die Seitenachsen wurden überkuppelt. | BDA-Hist.: Q38001177 Status: Bescheid Stand der BDA-Liste: 2025-06-30 Name: Villa GstNr.: 107/2, 109 |
| ja    | Datei hochladen | Hauerhaus HERIS-ID: 41494 Objekt-ID: 41980                                                                              | Sieveringer Straße 227 Standort KG: Obersievering                 | Das Hauerhaus gehört zu einem Verband eingeschoßiger Winzerhäuser, die im Kern aus dem 17. bis 18. Jahrhundert stammen und bis ins 20. Jahrhundert verändert wurden. | BDA-Hist.: Q38001195 Status: Bescheid Stand der BDA-Liste: 2025-06-30 Name: Hauerhaus GstNr.: 67 Sieveringer Straße 227 |
| ja    | Datei hochladen | Hauerhaus HERIS-ID: 41495 Objekt-ID: 41981                                                                              | Sieveringer Straße 231 Standort KG: Obersievering                 | Das Hauerhaus gehört zu einem Verband eingeschoßiger Winzerhäuser, die im Kern aus dem 17. bis 18. Jahrhundert stammen und bis ins 20. Jahrhundert verändert wurden. Das Hauerhaus in der Sieveringer Straße 231 besitzt einen Schopfwalmgiebel und ein Schindeldach, die Spitznische im zweigeschoßigen Bauteil stammt möglicherweise aus dem 16. Jahrhundert. | BDA-Hist.: Q38001204 Status: Bescheid Stand der BDA-Liste: 2025-06-30 Name: Hauerhaus GstNr.: 57 Sieveringer Straße 231 |
| ja    | Datei hochladen | Gutshof/Meierhof (herrschaftlich) HERIS-ID: 41496 Objekt-ID: 41982                                                      | Sieveringer Straße 237 Standort KG: Obersievering                 | Der Wirtschaftshof geht auf das 17./18. Jahrhundert zurück, er weist eine Strebemauer auf. | BDA-Hist.: Q38001215 Status: Bescheid Stand der BDA-Liste: 2025-06-30 Name: Gutshof/Meierhof (herrschaftlich) GstNr.: 48 Sieveringer Straße 237 |
| ja    | Datei hochladen | Bürgerhaus HERIS-ID: 41497 Objekt-ID: 41983                                                                             | Sieveringer Straße 241 Standort KG: Obersievering                 | Das Bürgerhaus wurde zwischen der Mitte und dem dritten Viertel des 18. Jahrhunderts um einen älteren Kern errichtet. Der Zwerghakenbau mit spätbarocker Putzgliederung verfügt über eine korbbogige Einfahrt. | BDA-Hist.: Q38001228 Status: Bescheid Stand der BDA-Liste: 2025-06-30 Name: Bürgerhaus GstNr.: 40 Sieveringer Straße 241 |
| ja    | Datei hochladen | Ehem. Kinderklinik Glanzing HERIS-ID: 41014 Objekt-ID: 41333                                                            | Glanzinggasse 35, 37, 39 Standort KG: Pötzleinsdorf               | Zum 60. Regierungsjubiläum Kaiser Franz Josephs I. im Jahre 1908 spendeten die österreichischen Völker 2 Millionen Kronen für den „Jubiläumsfond für Kinder“. Mit diesen Mitteln wurde die „Reichsanstalt für Mütter- und Säuglingsfürsorge“ von Karl Badstieber und Eduard Thumb erbaut. Sie wurde 1915 fertiggestellt und stand unter der Leitung von Leopold Moll. Der weitläufige Bau ist durch Terrassen, Risalite, Erker und Loggien gegliedert. | BDA-Hist.: Q1343031 Status: Bescheid Stand der BDA-Liste: 2025-06-30 Name: Ehem. Kinderklinik Glanzing GstNr.: 323/10 Kinderklinik Glanzing |
| ja    | Datei hochladen | Schule HERIS-ID: 49022 Objekt-ID: 52610                                                                                 | Celtesgasse 2 Standort KG: Salmannsdorf                           | Der schlichte späthistoristische Bau wurde 1898/99 erbaut und 1910/11 aufgestockt. | BDA-Hist.: Q38032760 Status: § 2a Stand der BDA-Liste: 2025-06-30 Name: Schule GstNr.: 175/3 Volksschule Celtesgasse |
| ja    | Datei hochladen | Ehem. Hauerhaus, ehem. Dorfschenke HERIS-ID: 99360 Objekt-ID: 115476seit 2021                                           | Dreimarksteingasse 1 Standort KG: Salmannsdorf                    | Das ehemalige Hauerhaus ist ein langgezogener zweiteiliger Streckhof. Anmerkung: Identadresse Salmannsdorfer Straße 48 | BDA-Hist.: Q105086755 Status: Bescheid Stand der BDA-Liste: 2025-06-30 Name: Ehem. Hauerhaus, ehem. Dorfschenke GstNr.: 37, 38 Dreimarksteingasse 1, Vienna |
| ja    | Datei hochladen | Kapelle, hl. Sebastian HERIS-ID: 99322 Objekt-ID: 115436 Wien Kulturgut: 46842                                          | vor Dreimarksteingasse 12A Standort KG: Salmannsdorf              | Dieser Bau aus dem 3. Viertel des 18. Jahrhunderts war wahrscheinlich mit dem Salmannsdorfer Herrenhaus verbunden. Er ist U-förmig mit pilastergegliederter Frontseite, Schindeldach und hölzernem Dachreiter. Die darin befindliche Figur des hl. Sebastian stammt ursprünglich aus dem 17. Jahrhundert. | BDA-Hist.: Q37773928 Status: § 2a Stand der BDA-Liste: 2025-06-30 Name: Kapelle, hl. Sebastian GstNr.: 12/2 Sebastiankapelle, Salmannsdorf |
| ja    | Datei hochladen | Wohnhaus mit Johann Strauß-Gedenktafel HERIS-ID: 41422 Objekt-ID: 41906                                                 | Dreimarksteingasse 13 Standort KG: Salmannsdorf                   | Es handelt sich um einen ehemaligen Streckhof, der Seitentrakt hat einen verbretterten Schopfwalmgiebel und ein Schindeldach. | BDA-Hist.: Q38000452 Status: Bescheid Stand der BDA-Liste: 2025-06-30 Name: Wohnhaus mit Johann Strauß-Gedenktafel GstNr.: 24 Dreimarksteingasse 13, Vienna |
| ja    | Datei hochladen | Höhenstraße HERIS-ID: 87181 Objekt-ID: 101569seit 2020                                                                  | Höhenstraße Standort KG: Salmannsdorf                             | siehe KG Obersievering | BDA-Hist.: Q105131995 Status: Bescheid Stand der BDA-Liste: 2025-06-30 Name: Höhenstraße GstNr.: 371, 366/1, 401/1 Höhenstraße, Vienna |
| ja    | Datei hochladen | Standrohrbehälter Dreimarkstein HERIS-ID: 60021 Objekt-ID: 71802                                                        | Höhenstraße 100 Standort KG: Salmannsdorf                         | Das Höchstreservoir der II. Wiener Hochquellenwasserleitung wurde um 1925 erbaut. Es ist ein oktogonaler Turm mit Ortsteingliederung und geböschtem Sockel in Sandsteinquadern in dem sich ein rustizierter Segmentbogeneingang befindet. Über dem Fensterkranz erhebt sich ein gebrochenes Zeltdach. | BDA-Hist.: Q38089728 Status: Bescheid Stand der BDA-Liste: 2025-06-30 Name: Standrohrbehälter Dreimarkstein GstNr.: 370/1 Wasserturm Dreimarkstein |
| ja    | Datei hochladen | Wasserhebewerk Salmannsdorf HERIS-ID: 16594 Objekt-ID: 12859                                                            | Salmannsdorfer Straße 16, gegenüber Standort KG: Salmannsdorf     | Der Wasserturm der II. Wiener Hochquellenwasserleitung wurde 1910 erbaut. Er ist ein hochaufragender pavillonartiger Bau mit markantem Pyramidendach in Heimatstilformen. | BDA-Hist.: Q37821025 Status: Bescheid Stand der BDA-Liste: 2025-06-30 Name: Wasserhebewerk Salmannsdorf GstNr.: 174/2 Hebewerk Salmannsdorf |
| ja    | Datei hochladen | Kunst-am-Bau, Figuren und Keramikreliefs (Anton Proksch-Hof, Unterdöblinger Anteil) HERIS-ID: 104012 Objekt-ID: 120601  | Haubenbiglstraße 6 Standort KG: Unterdöbling                      | Im Anton-Proksch-Hof befinden sich die folgenden Kunstobjekte: Kunststeinplastik Löwenpaar (Herbert Schwarz, 1954), Spielplastik Rutsche (Josef Schagerl, 1955–1957), Spielplastik Fuchs (Walter Leitner, 1954/55), vier Majolikareliefs Orientierungspläne (Hubert Wilfan, 1955–1959), Mosaikwandbild Arbeit im Weingarten (Hilde Prinz, 1955/56), Sgraffitobild Sonne und Tierkreiszeichen (Richard Exler, 1955–1957), Plastik Mutter und Kind (Erich Pieler, 1955–1960). Dazu gehören auch folgende Mosaik-Hauszeichen: Tempelhupfen, Bub und Schneemann (Roman Haller, 1954/55), Kinderfreibad, Schule, Spielende Kinder (Mea Bratusch, 1954), Spielende Kinder (drei Mosaike, Luka Bojin, 1954/55), Drachensteigen, Spielende Kinder (Marianne Neugebauer, 1954), Spielende Kinder (Herbert Schütz, 1954). Anmerkung: Liegt teilweise in der KG Grinzing | BDA-Hist.: Q64031962 Status: § 2a Stand der BDA-Liste: 2025-06-30 Name: Kunst-am-Bau, Figuren und Keramikreliefs (Anteil KG Unterdöbling) GstNr.: 274/2, 274/8, 274/9, 274/10 Kunst am Bau, Anton-Proksch-Hof                                                               |
| ja    | Datei hochladen | Ehem. Gräfin Franziska Andrássysches Waisenhaus HERIS-ID: 32309 Objekt-ID: 29386                                        | Hohe Warte 3 Standort KG: Unterdöbling                            | Die monumentale dreigeschoßige Ehrenhofanlage mit stark hervortretendem Mittelrisaliten und schlichter Gliederung wurde 1907/08 von Josef Pürzl, Julius Fröhlich und Eduard Lasch erbaut. Die Anlage ist mit einem repräsentativen Pfeilerzaun mit Schiedeeisentor eingefriedet, vor dem Gebäude steht ein Denkmal für Franziska Andrássy von Hans Bitterlich. | BDA-Hist.: Q1623291 Status: Bescheid Stand der BDA-Liste: 2025-06-30 Name: Ehem. Gräfin Franziska Andrássysches Waisenhaus GstNr.: 228/1, 228/2 Villa Hohe Warte |
| ja    | Datei hochladen | Villa Kratzer, Andrassy/sog.Mädchenhaus HERIS-ID: 41448 Objekt-ID: 41933                                                | Hohe Warte 5 Standort KG: Unterdöbling                            | Die Villa mit markantem Eckturm wurde 1863 von Theophil Hansen erbaut. Sie ist ein frühes Beispiel einer aus freien Bauteilen gruppierten strenghistoristischen Villa. Das Äußere ist durch verschiedenfarbige Sichtziegel gegliedert, die Giebelfelder weisen Ornamentmalerei und die Giebeln Schnitzwerk auf. | BDA-Hist.: Q38000696 Status: Bescheid Stand der BDA-Liste: 2025-06-30 Name: Villa Kratzer, Andrassy/sog.Mädchenhaus GstNr.: 228/4 |
| ja    | Datei hochladen | Villa Rittershausen/Kattus HERIS-ID: 70334 Objekt-ID: 83448seit 2014                                                    | Hohe Warte 19 Standort KG: Unterdöbling                           | Die Villa wurde 1879–1881 vom Büro Fellner & Helmer erbaut. Es handelt sich um eine repräsentative Villa in Neorenaissance-Formen. In dem von einem offenen Belvedere bekrönten Turm befindet sich eine reich stuckierte Portalvorhalle. Die Ausstattung mit neobarocken Formen im Inneren ist gut erhalten, insbesondere auch die Stuckdecken. Im Garten befindet sich ein Brunnen mit Puttenfiguren. | BDA-Hist.: Q38124816 Status: Bescheid Stand der BDA-Liste: 2025-06-30 Name: Villa Rittershausen/Kattus GstNr.: 248/1 Villa Rittershausen |
| ja    | Datei hochladen | Hälfte einer Villa HERIS-ID: 41450 Objekt-ID: 41935                                                                     | Hohe Warte 23 Standort KG: Unterdöbling                           | Die Villa aus dem frühen 19. Jahrhundert wurde im dritten Viertel desselben Jahrhunderts umgebaut, möglicherweise von August Siccard von Siccardsburg. | BDA-Hist.: Q38000706 Status: Bescheid Stand der BDA-Liste: 2025-06-30 Name: Hälfte einer Villa GstNr.: 258/18 |
| ja    | Datei hochladen | Hälfte einer Villa HERIS-ID: 41451 Objekt-ID: 41936                                                                     | Hohe Warte 23A Standort KG: Unterdöbling                          | Die Villa aus dem frühen 19. Jahrhundert wurde im dritten Viertel desselben Jahrhunderts umgebaut, möglicherweise von August Siccard von Siccardsburg. | BDA-Hist.: Q38000716 Status: Bescheid Stand der BDA-Liste: 2025-06-30 Name: Hälfte einer Villa GstNr.: 258/8 |
| ja    | Datei hochladen | Ehem. Zacherlsche Insektenpulver-Fabrik HERIS-ID: 41478 Objekt-ID: 41963                                                | Nußwaldgasse 14-16 Standort KG: Unterdöbling                      | Das Gebäude wurde 1892/93 nach einem Entwurf von Hugo von Wiedenfeld erbaut. Es ist das einzige Beispiel eines Fabriksbaus in persisch-maurischen Formen in Wien. Es ist ein zweigeschoßiger Bau, der mit farbigen Kacheln dekoriert ist. Der flache Mittelrisalit ist zinnenbekrönt und weist eine Kuppel sowie minarettartige Aufsätze auf. Im Treppenhaus befindet sich eine Portraitfigur Johann Zacherls in persischer Tracht, die in orientalischen Formen gehaltenen Stuckdecken wurden von Adolf Falkenstein gestaltet. | BDA-Hist.: Q139686 Status: Bescheid Stand der BDA-Liste: 2025-06-30 Name: Ehem. Zacherlsche Insektenpulver-Fabrik GstNr.: 16 Zacherl Factory |
| ja    | Datei hochladen | Haus Knips HERIS-ID: 41479 Objekt-ID: 41964                                                                             | Nußwaldgasse 22 Standort KG: Unterdöbling                         | Das 1924/25 erbaute Haus Knips ist die letzte der städtischen Villen Josef Hoffmanns. Wohn- und Wirtschaftsgebäude werden in der äußeren Erscheinung abgetrennt, sonst ist der Bau kompakt. Die Fassade ist flächig, hauptsächliches Dekorelement sind diamantförmige Einsprengsel an der Fassade. | BDA-Hist.: Q38001029 Status: Bescheid Stand der BDA-Liste: 2025-06-30 Name: Haus Knips GstNr.: 27/1 Haus Knips |
| ja    | Datei hochladen | Ehem. Mädchen-Waisenhaus der Israelitischen Kultusgemeinde HERIS-ID: 102319 Objekt-ID: 118704                           | Ruthgasse 21 Standort KG: Unterdöbling                            | Das Waisenhaus wurde von den Großindustriellen David von Gutmann und Wilhelm von Gutmann gestiftet und von dem Architekten Max Fleischer von 1889 bis 1891 errichtet. | BDA-Hist.: Q37790313 Status: § 2a Stand der BDA-Liste: 2025-06-30 Name: Ehem. Mädchen-Waisenhaus der Israelitischen Kultusgemeinde GstNr.: 216/2 |
| ja    | Datei hochladen | Wohnhausanlage der Gemeinde Wien HERIS-ID: 13336 Objekt-ID: 9512 Wiener Wohnen: 1351                                    | Silbergasse 4 Standort KG: Unterdöbling                           | Diese Wohnhausanlage wurde 1951/52 von Josef Hoffmann und Josef Kalbac errichtet. Die Anlage besteht aus drei selbständigen Baukörpern, wobei zwei davon parallel zueinander stehen und sich durch Abstufungen scherenförmig öffnen. Den Abschluss bildet ein kleiner, fünfachsiger Wohnblock. Die Fassade ist schlicht und regelmäßig, das außergewöhnlichste Element sind die verkröpften, stufenförmigen Gesimse. | BDA-Hist.: Q38175580 Status: Bescheid Stand der BDA-Liste: 2025-06-30 Name: Wohnhausanlage der Gemeinde Wien GstNr.: 2/1, 2/2, 2/3, 2/4 Wohnhausanlage Silbergasse 4 |
| ja    | Datei hochladen | Skulptur Mutter und Kind HERIS-ID: 13337 Objekt-ID: 9513                                                                | Silbergasse 4 Standort KG: Unterdöbling                           | Diese Skulptur stammt von Fritz Wotruba aus den Jahren 1951–1953. Laut Auskunft der MA7 wurde die Skulptur 2010 im Rahmen einer Ausstellung im MUSA Museum auf Abruf gezeigt, verblieb anschließend im Depot des Museums und wird nicht mehr an den Standort zurückkehren. | BDA-Hist.: Q38175601 Status: Bescheid Stand der BDA-Liste: 2025-06-30 Name: Skulptur Mutter und Kind GstNr.: 2/4 |
| ja    | Datei hochladen | Karmeliterkloster mit Kirche Hl. Familie und Pfeilerbildstock vor der Kirche HERIS-ID: 48951 Objekt-ID: 52528           | Silbergasse 35 Standort KG: Unterdöbling                          | Diese mächtige neoromanische Basilika im Sichtziegelstil mit Doppelturmfassade wurde 1898–1900 von Richard Jordan erbaut. Bemerkenswert ist insbesondere die Ausstattung aus der Entstehungszeit: die Wandmalereien mit szenischen Darstellungen und dekorativer Schablonenmalerei stammt von Josef Kastner, die Ausstattung der Seitenkapellen vom Architekten sowie von Jože Plečnik. | BDA-Hist.: Q1734055 Status: § 2a Stand der BDA-Liste: 2025-06-30 Name: Karmeliterkloster mit Kirche Hl. Familie und Pfeilerbildstock vor der Kirche GstNr.: 343/1, 343/2, 345/1 Karmeliterkirche Döbling                                                                    |
| ja    | Datei hochladen | Eisenbahnstrecke, Wiener Vorortelinie – Teilbereich Unterdöbling HERIS-ID: 62019 Objekt-ID: 74524                       | Standort KG: Unterdöbling                                         | Die Vorortelinie verläuft hier hauptsächlich als Einschnittbahn. Die Station Unter-Döbling wurde 1987 nicht wieder in Betrieb genommen, Reste sind noch zu sehen. (Genauere Objektbeschreibung unter KG Oberdöbling). | BDA-Hist.: Q38098511 Status: Bescheid Stand der BDA-Liste: 2025-06-30 Name: Eisenbahnstrecke, Wiener Vorortelinie – Teilbereich Unterdöbling GstNr.: 34/1, 34/5, 131/7 Vorortelinie                                                                                         |
| ja    | Datei hochladen | Bildstock, Daringerkreuz HERIS-ID: 73670 Objekt-ID: 86991                                                               | bei Daringergasse 1 Standort KG: Untersievering                   | Gestiftet wurde das Kreuz 1606 von einem gewissen Hans Daringer. Auf einem Bruchsteinsockel steht ein Vierkantpfeiler mit gemauerter Spitze, die in ein Steinkreuz übergeht. Das oberste Viertel des Pfeilers ist durch ein Gesimse abgesetzt, auf einer Seite befindet sich ein Kreuzigungsrelief. Die Inschriften geben den Namen des Stifters und das Datum der Stiftung wieder. | BDA-Hist.: Q38133273 Status: § 2a Stand der BDA-Liste: 2025-06-30 Name: Bildstock, Daringerkreuz GstNr.: 822/1 Daringerkreuz |
| ja    | Datei hochladen | Villa HERIS-ID: 41418 Objekt-ID: 41902                                                                                  | Daringergasse 6 Standort KG: Untersievering                       | Die zweigeschoßige kubische Villa in neoklassizistischen Formen wurde 1924/25 von Jakob Reitzer erbaut. Der Aufgang mit Steinbalustrade zur Vorhalle ist von ionischen Säulen flankiert, er geht in eine Altane mit Balustrade und Vasenaufsätzen über. Im Hochparterre ist die Ausstattung weitgehend original. | BDA-Hist.: Q38000413 Status: Bescheid Stand der BDA-Liste: 2025-06-30 Name: Villa GstNr.: 628/4 Daringergasse 6 (Wien) |
| ja BW | Datei hochladen | Volksschule HERIS-ID: 48990 Objekt-ID: 52576                                                                            | Flotowgasse 25 Standort KG: Untersievering                        | Die Schule wurde 1961–1963 von Gustav Peichl erbaut. | BDA-Hist.: Q38032637 Status: § 2a Stand der BDA-Liste: 2025-06-30 Name: Volksschule GstNr.: 563/15 Volksschule Flotowgasse, Vienna |
| ja    | Datei hochladen | Sieveringer Pfarrkirche hl. Severin HERIS-ID: 41423 Objekt-ID: 41907                                                    | Fröschelgasse 3 Standort KG: Untersievering                       | Diese dreischiffige spätgotische Hallenkirche wurde insbesondere im 19. Jahrhundert baulich verändert. Auf die 1894–1896 erfolgte Renovierung gehen insbesondere die Erhöhung des Satteldachs und die meisten Fassadendetails zurück, etwa das Kielbogenportal. Aus der Gotik selbst stammt das Seitenschiff mit 5/8-Schluss, zwischen Strebepfeilern befinden sich zweibahnige Maßwerkfenster. Der Turm auf rechteckigem Grundriss dürfte im Kern romanisch sein. Der Hochaltar ist barock, einige Glasmalereien stammen aus dem späten 19. Jahrhundert. | BDA-Hist.: Q2284580 Status: Bescheid Stand der BDA-Liste: 2025-06-30 Name: Sieveringer Pfarrkirche hl. Severin GstNr.: 1/5 Sieveringer Pfarrkirche |
| ja    | Datei hochladen | Kriegerdenkmal HERIS-ID: 99143 Objekt-ID: 115190                                                                        | Fröschelgasse 3 Standort KG: Untersievering                       | Das Denkmal für die Gefallenen beider Kriege zeigt die Büste eines Kranz haltenden Soldaten und ist mit Naumann bezeichnet. | BDA-Hist.: Q37773653 Status: § 2a Stand der BDA-Liste: 2025-06-30 Name: Kriegerdenkmal GstNr.: 4/2 War memorial Sieveringerstraße, Döbling |
| ja    | Datei hochladen | Figurenbildstock hl. Johannes Nepomuk HERIS-ID: 99140 Objekt-ID: 115186                                                 | bei Fröschelgasse 4 Standort KG: Untersievering                   | Die Nepomukfigur, die mit Putti auf einem Postament mit Wappenschildern und Chronogramm steht, stammt aus dem Jahr 1722. | BDA-Hist.: Q37773625 Status: § 2a Stand der BDA-Liste: 2025-06-30 Name: Figurenbildstock hl. Johannes Nepomuk GstNr.: 4/1 Figurenbildstock hl. Johannes Nepomuk (Fröschlgasse, Wien)                                                                                        |
| ja    | Datei hochladen | Gnadenstuhl HERIS-ID: 99141 Objekt-ID: 115187                                                                           | bei Fröschelgasse 6 Standort KG: Untersievering                   | Der Gnadenstuhl steht auf einer steinernen Säule mit Akanthuskapitell wurde in der Zeit um 1680 als Pestsäule errichtet. | BDA-Hist.: Q37773635 Status: § 2a Stand der BDA-Liste: 2025-06-30 Name: Gnadenstuhl GstNr.: 4/1 Gnadenstuhl (Fröschlgasse, Wien) |
| ja    | Datei hochladen | Miethaus, Daringerhof HERIS-ID: 41490 Objekt-ID: 41975                                                                  | Sieveringer Straße 36 Standort KG: Untersievering                 | Das dreigeschoßige späthistoristische Mietshaus wurde 1907/08 von Adolf Micheroli erbaut und dominiert mit seinen städtischen Formen die vorstädtische Umgebung. Die Kante zur Daringergasse wird durch einen runden Eckturm mit Kuppelaufsatz akzentuiert, die Fassade ist durch Giebel, Erker und Balkone reich gestaltet und mit neobarocken Formen dekoriert. Das Treppenhaus hat ein Glasdach, das schmiedeeiserne Treppengeländer ist original erhalten. | BDA-Hist.: Q38001146 Status: Bescheid Stand der BDA-Liste: 2025-06-30 Name: Miethaus, Daringerhof GstNr.: 628/1 |
| ja    | Datei hochladen | Bürgerhaus HERIS-ID: 45395 Objekt-ID: 46721                                                                             | Sieveringer Straße 103 Standort KG: Untersievering                | Der ehemalige Wirtschaftshof eines Klosters wurde im 19. Jahrhundert zu einem Fuhrwerksbetrieb umgebaut. Das Gebäude ist zweigeschoßig mit giebelständigem Krüppelwalmdach, die Sgraffitofassade ist mit 1604 bezeichnet. | BDA-Hist.: Q38015543 Status: Bescheid Stand der BDA-Liste: 2025-06-30 Name: Bürgerhaus GstNr.: 134/1 Sieveringer Straße 103 |
| ja    | Datei hochladen | Brunnen HERIS-ID: 99147 Objekt-ID: 115194                                                                               | vor Sieveringer Straße 116 Standort KG: Untersievering            | | BDA-Hist.: Q37773669 Status: § 2a Stand der BDA-Liste: 2025-06-30 Name: Brunnen GstNr.: 825/36 Brunnen (Sieveringer Straße) |
| ja    | Datei hochladen | Volksschule HERIS-ID: 48988 Objekt-ID: 52572                                                                            | Windhabergasse 2D Standort KG: Untersievering                     | Die Schule wurde um 1905 erbaut. | BDA-Hist.: Q38032626 Status: § 2a Stand der BDA-Liste: 2025-06-30 Name: Volksschule GstNr.: 275/2 Volksschule Windhabergasse |